# Història militar del Canadà
La Història militar del Canadà abasta centenars d'anys d'esdeveniments armats dins del territori que actualment comprèn el Canadà i el paper de l'exèrcit canadenc en els conflictes militars i les forces de pau a tot el món.
Durant milers d'anys, l'àrea que es convertiria en Canadà va ser el lloc d'esporàdiques guerres intertribals entre la gent de les Primeres Nacions del Canadà. A partir del segle xvi, l'arribada dels europeus va provocar conflictes entre els pobles aborígens i els europeus colonitzadors al Nou Món. Des del segle xvii, la regió va ser lloc de conflictes entre francesos i britànics durant més d'un segle, ja que tots dos es van aliar amb diversos grups de les Primeres Nacions. En 1763, els britànics van sortir victoriosos i els civils francesos, a qui els britànics esperaven assimilar, van ser declarats "súbdits britànics". Nous desafiaments aviat van sorgir quan les colònies del nord van decidir no prendre part en la Guerra de la Independència dels Estats Units i van romandre lleials a la Corona Britànica. Els nord-americans triomfants van buscar estendre la seva república i van realitzar invasions en 1775 i en 1812. En ambdues ocasions, els nord-americans van ser rebutjats per les forces britàniques i locals; no obstant això, aquesta amenaça romandria fins ben entrat el segle xix i parcialment propiciaria la Confederació Canadenca en 1867.
Després de la Confederació, i enmig de molta controvèrsia, va ser creat l'Exèrcit Canadenc. Canadà, no obstant això, va romandre com a colònia britànica, i les forces canadenques van combatre al costat de les seves similars britàniques en la Segona Guerra dels Bóer i en la Primera Guerra Mundial. Mentre que amb l'Estatut de Westminster va venir la independència del país, els llaços del Canadà amb el Regne Unit van romandre forts, i els britànics van gaudir una vegada més del suport canadenc en la Segona Guerra Mundial. No obstant això, des de la Segona Guerra Mundial Canadà es va comprometre al multilateralisme i ha anat a la guerra només dins de coalicions multinacionals tal com en la Guerra de Corea, la Guerra del Golf, la Guerra de Kosovo i la Guerra a Afganistan de 2001. Canadà també ha tingut un paper important en les operacions de les forces de pau de l'ONU a tot el món i ha aportat més tropes acumulativament que qualsevol altre país. Fins a 2006, Canadà tenia el segon nombre més alt de baixes en les forces de pau al món, només darrere de l'Índia.

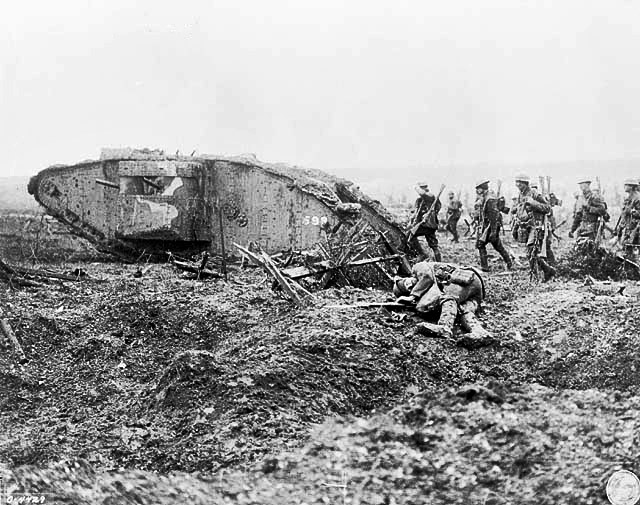
Soldats canadencs avançant darrere d'un tanc en la Batalla de la cresta de Vimy, un dels majors triomfs militars del Canadà.

## Colonització europea

### Primeres nacions

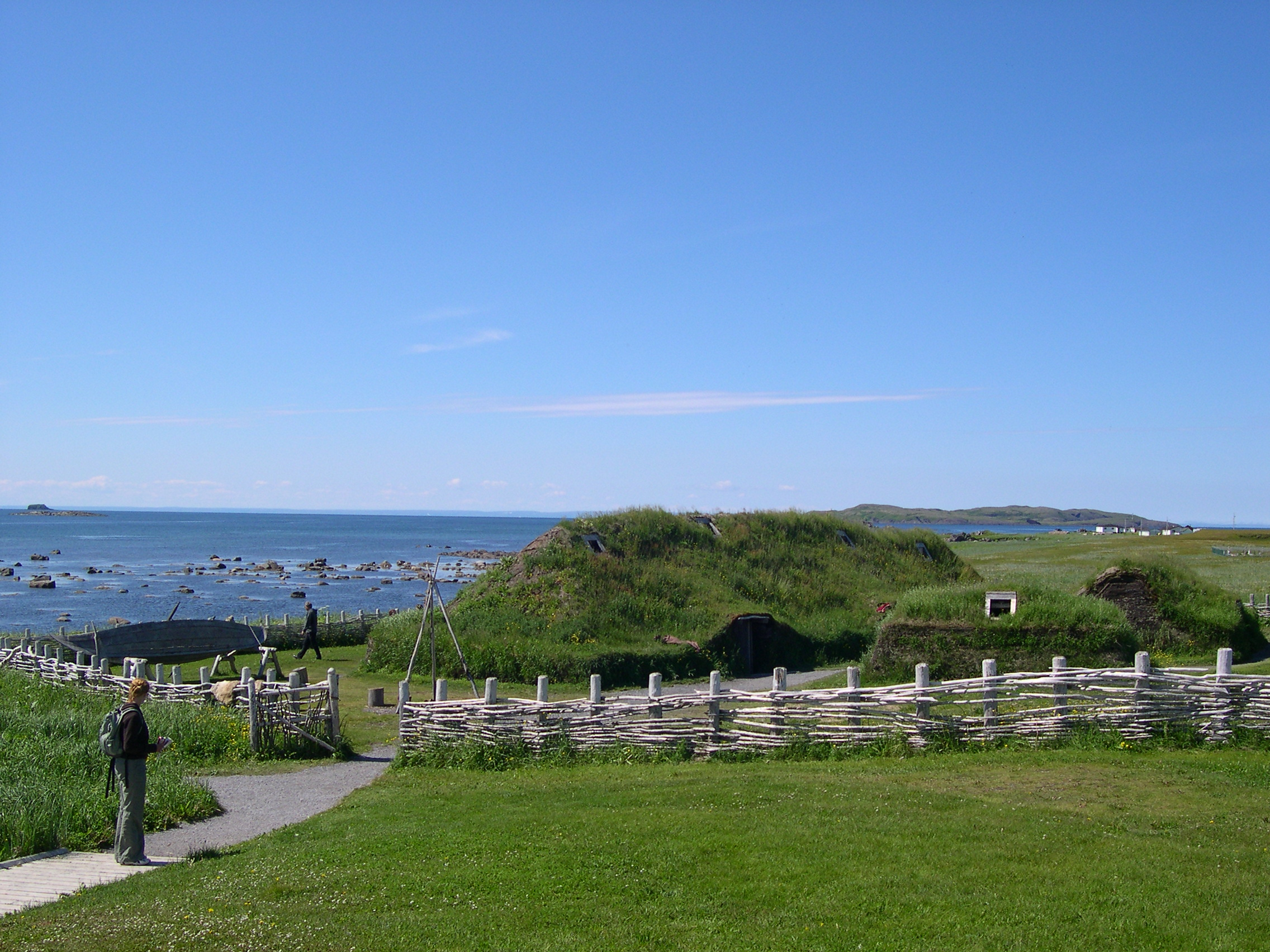
Reconstrucció d'un llogaret viking en L'Anse aux Meadows, Terranova i Labrador.

Els primers conflictes entre europeus i indígenes poden haver ocorregut al voltant de l'any 1006, quan els nòrdics van intentar establir-se al llarg de la costa de l'illa de Terranova. Segons les sagues nòrdiques, els nadius beothuk (anomenat skraelings o skrælingar pels nòrdics) van respondre tan feroçment als intents de colonització per part dels nouvinguts que aquests finalment van haver d'anar-se'n. Entre els futurs colonitzadors europeus, les Primeres Nacions es van guanyar una reputació de violència i salvatgisme. Els nadius no consentien la idea de rendir-se, i solien torturar i matar a aquells que ho feien.
Abans de l'arribada dels europeus, algunes guerres entre les Primeres Nacions tendien a ser formals i de caràcter ritualista, i suposaven relativament poques baixes. Però també existeix evidència de guerres molt més violentes, fins i tot el genocidi complet d'alguns grups a les mans d'uns altres, tal com el desplaçament total de la Cultura Dorset de Terranova per part dels beothuk prèviament esmentats, així com pels inuit i els thule en altres regions. No hi ha evidències de continuïtat genètica o cultural, així que es pensa que els Dorset simplement van ser exterminats. Per a l'any 1350 ja havien desaparegut completament.
En el que és ara el sud-est del Canadà habitaven, abans de l'arribada dels europeus, molts pobles natius. D'ells destacaven els de la Confederació Iroquesa, formada per cinc tribus: seneca, oneida, cayuga, onondaga i mohawk. A ells se sumaria la tribu tuscarora al segle xviii. El motiu d'aquesta aliança era acabar amb les freqüents lluites entre els grups de la regió. Després de l'arribada dels europeus, les lluites van ser més sagnants i decisives, especialment en quedar les tribus enmig de les rivalitats econòmiques i militars dels colonitzadors europeus. A la fi del segle xvii, les Primeres Nacions de la costa atlàntica ràpidament van adoptar l'ús de les armes de foc, substituint al tradicional arc. Mentre que un guerrer hàbil podia esquivar una fletxa, i una armadura de fusta oferia certa protecció contra les fletxes, gens els protegia d'una bala. Fins i tot les ferides en els membres provocades per aquestes bales lentes i d'alt calibre podien resultar fatals. L'adopció de les armes de foc va incrementar significativament el nombre de baixes. El vessament de sang en els conflictes entre nadius també va augmentar dramàticament a causa de la distribució irregular de les armes de foc i els cavalls entre els grups natius.
Les tribus natives es van tornar aliats importants dels francesos i anglesos en la lluita per l'hegemonia nord-americana durant els segles xvii i XVIII; aquestes aliances van intensificar la violència. Per exemple, arrencar el cuir cabellut de l'enemic, pràctica que actualment es creu que existia des d'abans de l'arribada dels europeus, es va tornar més comú, ja que els europeus demandaven la presentació del cuir cabellut com a prova del seu triomf militar.

### Primers assentaments francesos

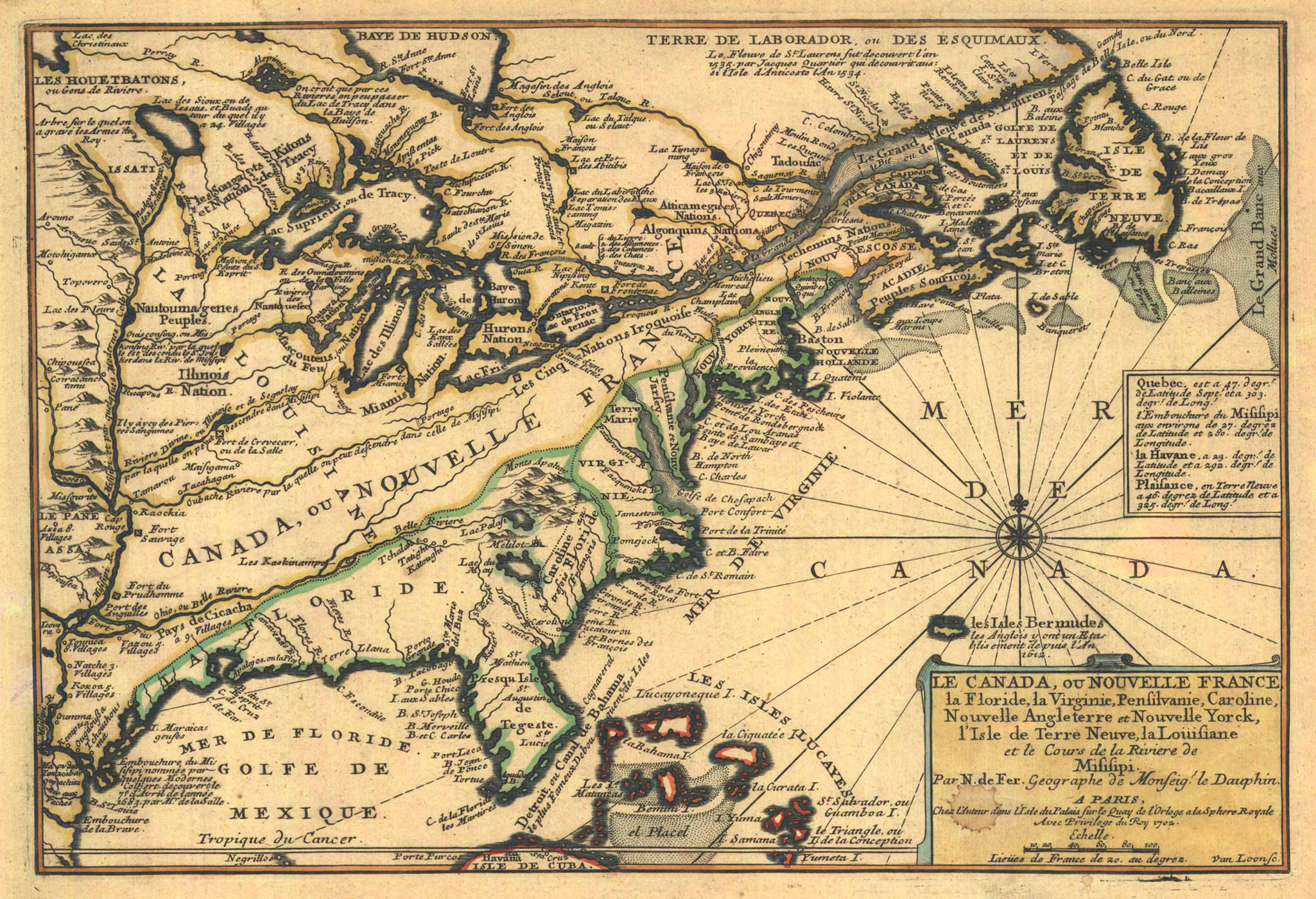
Mapa de Nova França que mostra a certes tribus de amerindis a Canadà, 1702.

Els francesos sota el comandament de Samuel de Champlain van fundar l'assentament d'Annapolis Royal el 1605 i la ciutat de Quebec el 1608, aliant-se ràpidament amb els nadius d'aquesta zona, la qual cosa els va conduir a conflictes amb altres habitants indígenes. Per exemple, poc després de la fundació de Quebec, Champlain es va integrar a una aliança huron-algonquina que era enemiga de la Confederació Iroquesa. Durant el període de colonització els iroqueses van impedir el ple establiment dels francesos, enfrontant-se freqüentment contra ells i els seus aliats. En la primera batalla, les superiors armes franceses van dispersar ràpidament a diversos grups de nadius congregats. Els iroqueses van canviar les seves tàctiques en ajuntar les seves habilitats de caça i els seus coneixements profunds del terreny amb l'ús d'armes de foc, que van obtenir gràcies als holandesos; d'aquesta forma, van desenvolupar una versió molt efectiva de guerra de guerrilles i es van convertir en una amenaça formidable per a tots excepte para les escasses ciutats fortificades. Al mateix temps que els francesos subministraven poques armes als seus aliats indígenes, els iroqueses van emprendre una guerra devastadora contra les tribus de la regió dels Grans Lagos. Durant el primer segle de la seva existència l'amenaça principal per als habitants de Nova França va venir de la Confederació Iroquesa, particularment dels seus habitants més orientals, els mohawk. Mentre que la majoria de les tribus a la regió eren aliades dels francesos, els iroqueses es van aliar primer amb els holandesos, i, després de la cessió de Nova Holanda a Anglaterra, amb els britànics, i amb això van rebre les seves armes i el seu suport.
Les Guerres franc-iroqueses van continuar intermitentment fins al segle xviii, amb gran brutalitat en tots dos bàndols. En resposta a l'amenaça iroquesa, el govern francès va enviar al Regiment Carignan-Salières, el primer grup de soldats uniformats professionals a trepitjar el que avui és el territori canadenc. Després que s'aconseguís la pau, aquest regiment va ser dissolt a Canadà. Els soldats es van establir a la vall del Sant Lorenzo i, a la fi del segle xvii, van formar la base de les Compagnies Franches de la Marine ("Companyies Franceses de la Marina"), la milícia local. Més tard, les milícies es van desenvolupar per formar els seigneuries ("senyorius").

## Conflicte anglo-francès
Canadà va ser colonitzada per dues grans potències europees que estaven històricament en desacord una amb l'altra —Anglaterra i França—, i va ser inevitable que aquesta tensió d'anys es desbordés sobre Canadà; durant els segles xvii i XVIII, va haver-hi conflictes continus entre les potències colonitzadores del territori canadenc.

### Seglexvii

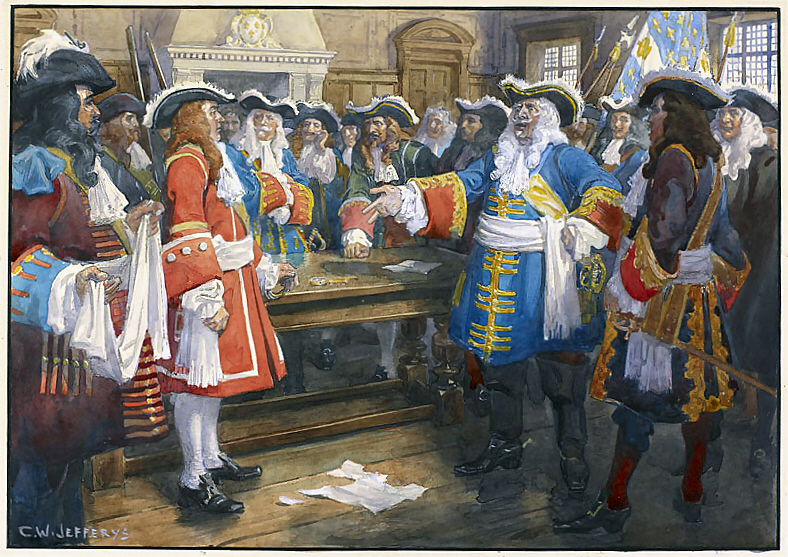
Abans de la Batalla de Quebec de 1690, Frontenac rebutja als enviats anglesos: "L'única resposta que tinc per al seu general és a través de les boques dels meus canons".

Dos anys després que els francesos fundessin Annapolis Royal, els anglesos van establir el seu primer assentament, en Jamestown, Virginia al sud. A partir d'aquestes bases, emergirien colònies molt majors. La colònia francesa de Quebec en el riu Sant Lorenzo es va basar principalment en el comerç de pells i va gaudir del suport de la Monarquia de França. Va créixer lentament enmig de les dures condicions geogràfiques i climàtiques. Les colònies angleses localitzades al sud, amb condicions més favorables, van desenvolupar economies més diversificades i van florir. El resultat va ser que per a la dècada de 1750, quan les rivalitats econòmiques, polítiques i militars van desembocar en la Guerra dels Set Anys, la població total de les 13 colònies angleses era d'1.500.000, mentre que la dels rivals francesos al nord era de tan sols 60.000.
Com a resultat, fora de les seves fortaleses de Quebec i Louisbourg, els francesos van ser forçats a emprar tàctiques de guerra de guerrilles, en gran part adoptades dels nadius. La forma de lluita de guerrilla es va conèixer com la petite guerre. Durant el segle xvii, va haver-hi diverses escaramusses entre les dues grans potències. El 1629, un grup de merodeadors anglesos van capturar i van cremar la fortalesa a Quebec i es van portar a Champlain i als altres capdavanters com a presoners a Anglaterra. No obstant això, el 1632 els anglesos van demanar disculpes i van retornar la ciutat als francesos, els qui van reconstruir la seva capital i van reprendre els seus esforços. La següent amenaça seriosa per a Quebec al segle xvii vi el 1690 quan, alarmades pels atacs de la petite guerre, les colònies de Nova Anglaterra van enviar una expedició armada cap al nord, sota el comandament de Sir William Phips, per capturar la font dels problemes: Quebec. L'expedició estava pobrament organitzada i tenia poc temps per aconseguir el seu objectiu, havent arribat a mitjan octubre, poc abans que el Sant Lorenzo es congelés. L'expedició va ser responsable de provocar un dels més famosos pronunciaments en la història militar canadenca. Quan Phips li va demandar que es rendís, el governador de Nova França Louis de Buade de Frontenac, en aquells dies en el seu segon període de mandat, va contestar (d'acord amb els reports del mateix Frontenac): "Respondré ... només amb les boques dels meus canons i els trets dels meus mosquetes" ("I will answer … only with the mouths of my cannons and the shots of my muskets"). Després d'un sol desembarqui frustrat en la costa de Beauport a l'est de la ciutat, l'exèrcit anglès es va retirar per les aigües gelades del riu Sant Lorenzo.

### Inicis delseglexviii
Durant el segle xviii, la lluita anglo-francesa a Canadà es va intensificar, ja que la rivalitat entre les nacions va empitjorar a Europa. En créixer les preocupacions, el govern francès va invertir més i més recursos militars en les seves colònies nord-americanes. Costoses guarnicions van ser mantingudes en els distants llocs de comerç de pells, les fortificacions de Quebec van ser perfeccionades i augmentades, i un nou poble fortificat va ser construït en la costa est d'Île Royale, o Illa del Cap Bretó: la fortalesa de Louisbourg, la trucada "Dunkerque del Nord".
En tres ocasions durant el segle xviii, les colònies franceses i angleses d'Amèrica del Nord es van trobar en guerra. Les dues primeres grans guerres van ser ramificacions locals dels conflictes europeus de major dimensió: la Guerra de Successió Espanyola (1702-1713) i la Guerra de Successió Austríaca (1744-1748). L'última, la Guerra dels Set Anys (1756-1763) va iniciar a la vall de l'Ohio. La petite guerre dels canadencs va deixar una sensació de terror i devastació a través dels pobles i llogarets del nord de Nova Anglaterra, de vegades fins i tot en llocs més cap al sud com Virginia. La guerra també es va estendre als forts localitzats al llarg de la costa de la Badia de Hudson. El 1713, un exèrcit britànic va aconseguir capturar Port Royal, la capital francesa de Acadia en el que actualment és Nova Escòcia. Com a resultat, França es va veure forçada a cedir el control del territori de Nova Escòcia a Gran Bretanya en el Tractat d'Utrecht, deixant als actuals territoris de Nou Brunswick, Illa del Príncep Eduardo i Illa de Cap Bretón en mans dels francesos. La possessió britànica de la Badia de Hudson va ser garantida amb el mateix Tractat.
Durant la Guerra de Successió Austríaca, un exèrcit de la milícia de Nova Anglaterra, sota el comandament de William Pepperell i el Comodoro Peter Warren de la Marina Real Britànica, va capturar reeixidament Louisbourg el 1745. No obstant això, amb el Tractat d'Aquisgrà que va acabar la guerra el 1748, França va recuperar a Louisbourg en intercanviar altres de les seves conquestes als Països Baixos i l'Índia. Els habitants de Nova Anglaterra estaven furiosos, i com a contrapès davant el continu poder de França en Louisbourg, els britànics van fundar l'assentament militar de Halifax el 1749, amb una poderosa base naval en el seu espaiós port per protegir-se dels francesos.

### Guerra dels Set Anys

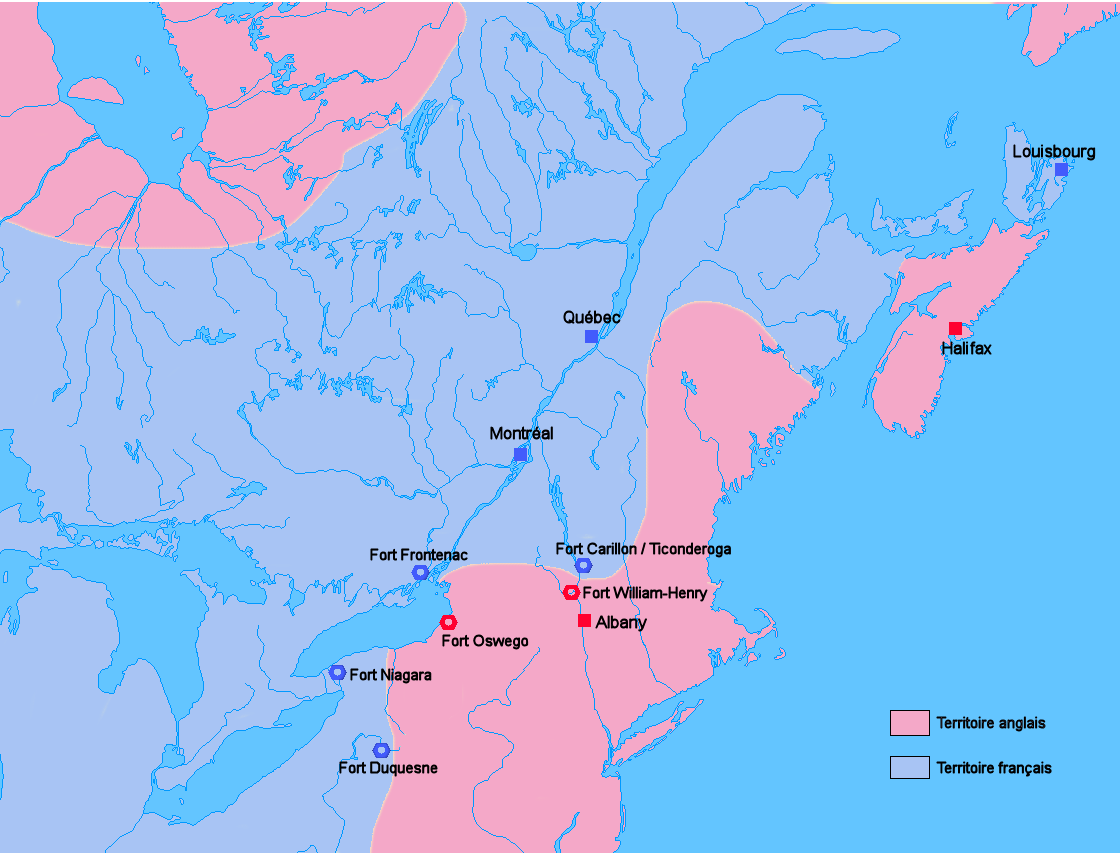
Mapa que mostra les possessions angleses (de rosa) i les franceses (de blava) poc abans que esclatés la Guerra dels Set Anys.

El 1754, la Guerra dels Set Anys va esclatar a Amèrica del Nord, on a vegades és anomenada la Guerra Franco-índia. Els francesos havien començat a desafiar els reclams territorials dels comerciants angloamericans a la vall de l'Ohio a l'oest dels Apalatxes —terra que va ser reclamada per algunes de les colònies britàniques en els seus estatuts reals. Els francesos buscaven el control d'aquests territoris per a l'obtenció de pells, així com les costes de Terranova per a la pesca. També planejaven frenar l'expansió anglesa cap a l'oest i unir les seves possessions del nord amb les del sud, a la regió de Nova Orleans. Para això, el 1753, els francesos van iniciar l'ocupació militar de la vall de l'Ohio en construir una sèrie de fortes. El 1755, els britànics van enviar dos regiments a Amèrica del Nord per expulsar els francesos d'aquests forts, però van ser derrotats pels francocanadencs i els amerindios quan es van aproximar al Fort Duquesne. La guerra va ser formalment declarada el 1756, i a Quebec, sis regiments francesos de troupes de terre, o línies d'infanteria, van estar sota el comando del nouvingut general, el Marquès de Montcalm. Acompanyant-ho van estar altres dos batallons de troupes de terre, elevant el nombre total de soldats professionals francesos en la colònia a prop de 400. Aquesta va ser la primera agrupació significant de soldats professionals entrenats en el que es convertiria al territori canadenc.
Sota les ordres del seu nou comandant, els francesos al principi van aconseguir unes quantes victòries sorprenents sobre els britànics, primer a Fort William Henry al sud del llac Champlain, on, el 1757, més de 2.200 homes, en la seva major part soldats comuns britànics, es van rendir. A l'any següent, una victòria encara major es va aconseguir quan l'exèrcit britànic —amb uns 15.000 homes sota el comandament del major general James Abercrombie— va ser rotundament derrotat en el seu atac en una fortificació francesa en Carillon (més tard reanomenat Forta Ticonderoga pels britànics) en la part sud del llac Champlain. Els francesos no eren més de 3.500, però abans que els britànics es retiressin, els francesos havien causat la pèrdua d'uns 2.000 homes, en comparació a una pèrdua francesa d'uns 350. Mentrestant, l'esforç britànic de la guerra havia estat impulsat amb el nomenament de William Pitt com a Primer Ministre del Regne Unit, qui estava determinat a guanyar batalles i va decidir que Amèrica del Nord seria el quid de l'esforç militar britànic. Al juny de 1758, un exèrcit britànic de 13.000 soldats sota el comandament del major general Geoffrey Amherst, amb James Wolfe com un dels seus brigadistes, permanentment va capturar la Fortalesa de Louisbourg.

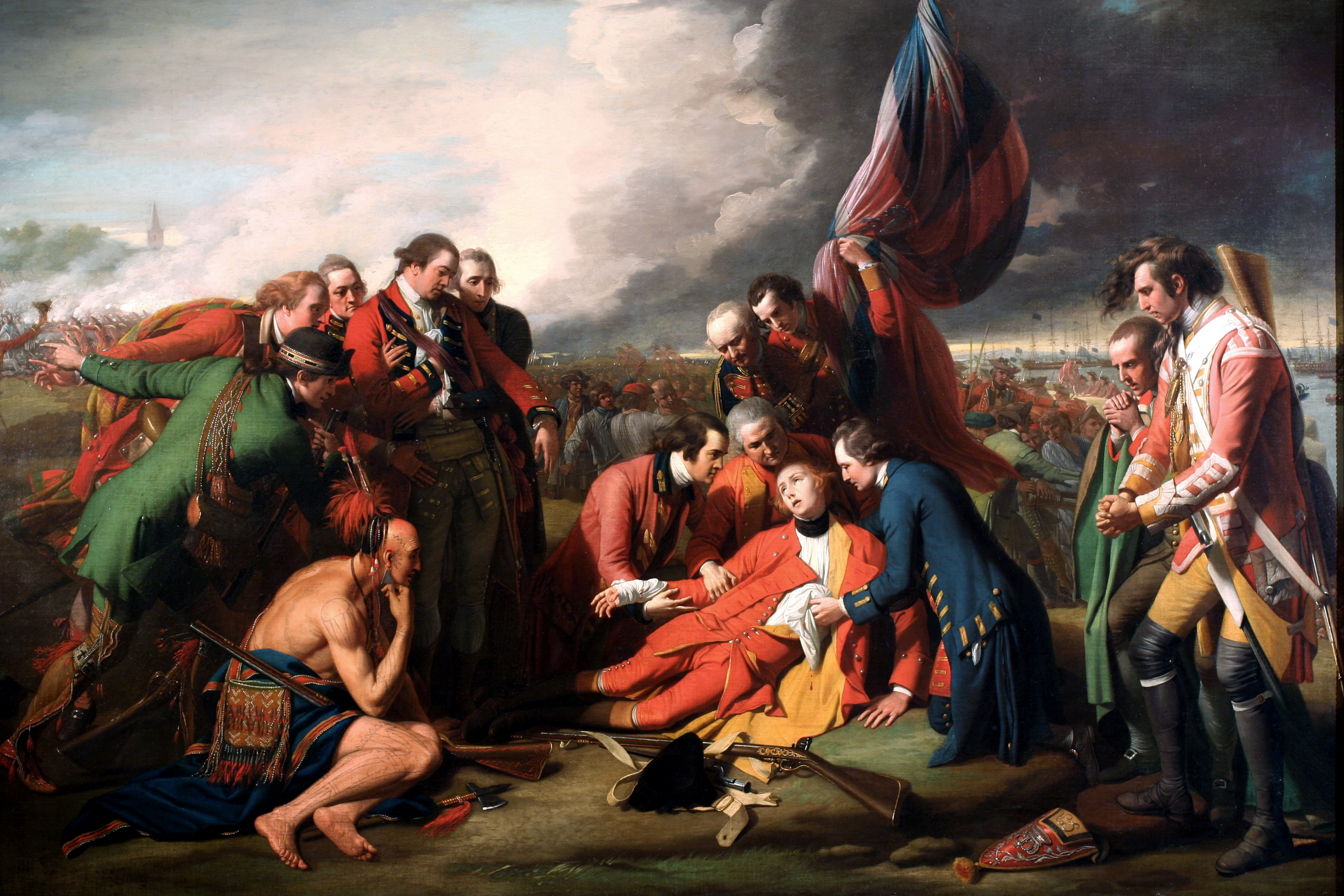
La mort del general Wolfe, pintura de Benjamin West, apócrifamente representa els moments finals del General Wolfe durant la batalla de les Planes d'Abraham en 1759.

Un any després Wolfe va fixar la seva atenció a la Ciutat de Quebec. Després de diversos intents fallits de desembarcar, incloent unes derrotes particularment sagnants en Beauport i Montgomery, Wolfe va aconseguir portar al seu exèrcit a la costa, en les Planes d'Abraham, el 12 de setembre. Montcalm, en contra del criteri dels seus oficials, es va fer a la mar amb un exèrcit numèricament inferior per trobar-se amb els britànics. Una batalla de grans dimensions va tenir lloc en la qual Wolfe va ser assassinat, Montcalm ferit de mort, i 658 britànics i 644 francesos van caure morts o ferits. Greument danyats per les descàrregues massives dels britànics, els francesos es van retirar cap a la ciutadella i van suportar un dur lloc i bloqueig econòmic per part dels britànics abans de capitular el 18 de setembre.
No obstant això, en la primavera de 1760, l'últim general francès, François Gaston de Lévis, va marxar de Mont-real a Quebec i va derrotar els britànics en Sainte Foy en una batalla similar a la de l'any anterior; llavors la situació era la contrària, amb els francesos assetjant les fortificacions de Quebec darrere de les quals els britànics es refugiaven. No obstant això, els francesos finalment van haver de reconèixer la pèrdua de Nova França quan la Marina Real Britànica en lloc de la flota francesa va ser la que va salpar pel riu Sant Lorenzo quan el gel de l'hivern es va fondre. França va perdre gairebé totes les seves possessions nord-americanes, i va retenir solament les petites illes de Sant Pierre i Miquelon com a base de la seva flotilla pesquera, que va operar als Grans Bancs. Els francesos es van retirar formalment d'Amèrica del Nord en 1763 quan van signar el Tractat de París. A França se li va donar l'opció de conservar o Nova França o la seva colònia insular en el Carib productora de sucre, Guadalupe, i va triar a la segona, ja que tenia deu vegades el PIB de Quebec i, a diferència de l'altra, era rendible.

## Conflictes amb els Estats Units
Àdhuc amb l'amenaça francesa eliminada, les colònies britàniques de la costa est es van tornar cada vegada més intranquil·les. La Guerra de la Independència dels Estats Units en gran part va sorgir del seu desacord a pagar impostos per donar suport a la creació d'un gran establiment militar, quan no hi havia un enemic obvi. Això es va veure incrementat per futures sospites de les intencions britàniques quan la vall d'Ohio i altres territoris occidentals demandats prèviament per França no van ser annexats a les colònies britàniques existents, especialment Pennsilvània i Virginia, que tenien reclams de molt temps enrere a la regió. En canvi, segons l'Acta de Quebec, aquest territori va ser reservat per a les Primeres Nacions. La Guerra de la Independència dels Estats Units (1776-1783) va veure als revolucionaris usar la força per alliberar-se del domini britànic i per reclamar aquestes terres occidentals. Les forces americanes van prendre Mont-real i la cadena de fortaleses a la vall del Richelieu, però els intents dels revolucionaris per prendre Quebec van ser repel·lits. Durant aquesta època la majoria dels francocanadencs van romandre neutrals. El fracàs dels revolucionaris en aquestes àrees, i la lleialtat a Gran Bretanya encara present en alguns colons, van resultar en la divisió de l'imperi britànic a Amèrica del Nord. Molts americans que seguien sent lleials a la Corona, coneguts com els Lleialistes de l'Imperi Unit, es van moure cap al nord, incrementant notablement la població de parla anglesa a la zona. La república independent dels Estats Units va emergir al sud, mentre que una sèrie de colònies britàniques lleials van seguir existint al llarg de la seva frontera nord. A les colònies britàniques restants se'ls va conèixer col·lectivament com Amèrica del Nord britànica.

### Guerra de 1812
Després del cessament de les hostilitats, l'animositat i desconfiança van continuar entre els Estats Units i el Regne Unit. Això es va traduir en una guerra en 1812, quan els nord-americans li van declarar la guerra als britànics. Els nord-americans estaven fastiguejats a causa de la fustigació per part dels britànics sobre els vaixells nord-americans en alta mar, alguna cosa que va succeir a causa de la participació britànica en les Guerres Napoleòniques que s'estaven duent a terme en aquesta època. Els britànics volien evitar que els nord-americans comerciessin amb França i els seus aliats, mes ells sentien que els seus drets marítims com a país neutral no estaven sent respectats. Els nord-americans no posseïen una flota capaç de desafiar a la Marina Real Britànica i, per tant, una invasió a Canadà va ser proposada com l'únic mitjà factible d'atacar a l'Imperi Britànic. Els nord-americans a la frontera oest de la nació també esperaven que una invasió propiciés la fi al que veien com un suport de part dels britànics als indígenes natius (proporcionant-los armes), els quals eren hostils cap als nord-americans i es resistien a la seva expansió cap a l'oest. Desitjaven que la invasió ultimés els seus reclams als territoris occidentals. L'estratègia inicial era fer-se amb Canadà temporalment a fi de forçar les concessions dels britànics. No obstant això, en progressar la guerra, l'annexió total era citada més freqüentment com un objectiu —una expressió anticipada del que més tard seria cridat "doctrina de la destinació manifesta". Molts nord-americans esperaven que els francocanadencs rebessin de grat l'oportunitat d'enderrocar als seus governants britànics. No obstant això, la realitat era una altra, doncs encara que els habitants del Baix Canadà (la part francòfona del Canadà, en contraparte a la part anglesa, l'Alt Canadà) no recolzaven incondicionalment als britànics, tampoc s'alegraven amb la idea d'una invasió nord-americana.

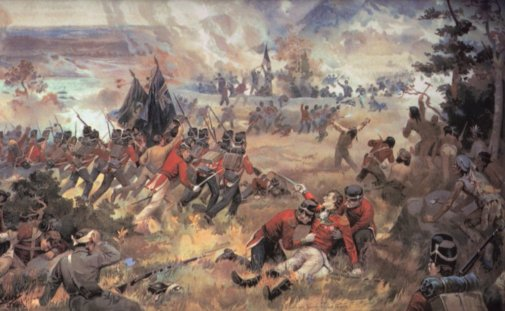
"Segueixin avanci, valents Voluntaris de York!" El mortalment ferit general Brock impulsa a la milícia canadenca a continuar en la batalla.

Els nord-americans van manar una invasió a través de la seva frontera nord al juliol de 1812, després que la guerra fos declarada el 18 de juny. Els nord-americans pensaven que fer-se amb Canadà seria senzill, però donada la mala organització i la falta de fons amb la qual explicaven, la seva tasca es va veure complicada. La guerra va cremar per tota la frontera de l'Alt Canadà, tant en terra com en les aigües dels Grans Lagos. Els britànics van capturar reeixidament Detroit a l'agost, on l'exèrcit sota les ordres del general William Hull es va rendir davant una força comandada pel canadenc Isaac Brock. El 12 de juliol, Hull havia envaït Canadà en Sandwich (més tard conegut com a Windsor). La invasió va ser detinguda ràpidament, i Hull es va retirar, però això li va donar a Isaac Brock l'excusa que necessitava per abandonar les ordres del Comandant en cap d'Amèrica del Nord, George Prévost. Assegurant l'auxili per part del cap shawnee Tecumseh, Brock va avançar cap a Detroit. En aquest punt, fins i tot amb els seus aliats natius, Brock era superat en nombre aproximadament en dos a un. No obstant això, Brock havia jutjat a Hull com un home tímid, i particularment temorós dels soldats de Tecumseh. D'aquesta forma Brock va decidir usar una seriï trucs per intimidar a Hull. La derrota de Detroit va ser total i definitiva. Més endavant, un considerable front nord-americà a la frontera de Niàgara va ser derrotat en la Batalla de Queenston Heights per un exèrcit combinat de tropes britàniques regulars i milícia colonial sota el comandament de Sir Isaac Brock, qui va perdre la seva vida en la batalla.
1813 va ser l'any de les victòries nord-americanes, quan van recuperar Detroit i van gaudir d'una sèrie d'èxits al llarg de la riba occidental del Llac Erie, culminant en la Batalla del Llac Erie (10 de setembre) i la Batalla de Moraviantown o Batalla del Tàmesi el 5 d'octubre. La batalla naval va assegurar el domini nord-americà dels llacs Erie i Fura. En la Batalla del Tàmesi, no obstant això, els britànics van perdre a un dels seus comandants clau, Tecumseh. Més cap a l'est, els nord-americans van aconseguir capturar i cremar York (més tard Toronto) i van prendre el Fort George a Niàgara, el qual van retenir fins al final d'aquest any. No obstant això, en el mateix any, dos atacs nord-americans contra Mont-real van ser repel·lits —un per un exèrcit de soldats britànics regulars en Crysler's Farm, al sud-oest de la ciutat en el riu Sant Lorenzo; l'altre, per un exèrcit conformat en la seva major part de milícia francocanadiense sota el comandament de Charles de Salaberry, al sud de la ciutat en Allan's Corners en el riu Chateauguay. Les tribus iroquesas de l'Alt Canadà, els caughnawagas de la rodalia de Mont-real, i tribus occidentals sota el comandament del cap Tecumseh, van ser aliats valuosos dels britànics durant la campanya. Aquests guerrers van ser part important en moltes batalles i en diverses ocasions van tenir un impacte psicològic debilitant en l'enemic.
1814 va ser l'any de les derrotes nord-americanes. Els britànics recapturaren tot el seu territori perdut i van prendre Michilimackinac en Míchigan. La derrota de Napoleó a Europa li va atorgar als britànics l'oportunitat de tornar la seva atenció a la zona nord-americana i enviar més tropes a aquella guerra, llançant atacs a Washington D. C., Baltimore i Nova Orleans. Després de la captura de Washington D. C. al setembre en Bladensburg, els britànics van cremar el Capitoli i la Casa Blanca, la qual va anar prèviament pintada de rosa. Els nord-americans van triar el camí de la pau després d'aquesta derrota, a la qual cosa van accedir els britànics després de la seva derrota en Plattsburgh.
Al desembre de 1814, els dos oponents van signar el Tractat de Gant amb el qual cessaven les hostilitats i es restauraven les fronteres que havien existit abans de la guerra. En realitat el tractat de pau no va tocar els punts pels quals havia començat la guerra. No obstant això, aquesta sí que va ajudar a crear un sentiment d'identitat nacional tant entre els nord-americans com entre els canadencs. La reeixida defensa del Canadà va dependre gairebé íntegrament de les tropes britàniques regulars, la Marina Real Britànica i els indis natius aliats. A Canadà la guerra és vista com una important victòria canadenca i als Estats Units en canvi és considerada com una victòria nord-americana (a causa de les batalles de Baltimore i Nova Orleans abans de la fi de la guerra).

### Retirada britànica
El temor que els nord-americans recobressin el seu desig de conquistar Canadà va romandre com una preocupació seriosa per almenys mig segle, i va ser la principal raó de la retenció d'una gran guarnició britànica en el lloc. De la dècada de 1820 a la de 1840, va haver-hi una construcció extensiva de fortificacions en les colònies, ja que els britànics van intentar crear punts forts al voltant dels quals les forces defensores es concentressin en el cas d'una invasió nord-americana; això incloïa a les ciutadelles a Quebec i Halifax, i al Fort Henry a Kingston. El Canal Rideau va ser construït durant aquests anys per permetre a les embarcacions en temps de guerra viatjar en una ruta més del nord de Mont-real a Kingston (la ruta habitual en temps de pau era el riu Sant Lorenzo, que constituïa el bord nord de la frontera nord-americana i, per tant, era vulnerable a l'atac i la interferència de l'enemic).

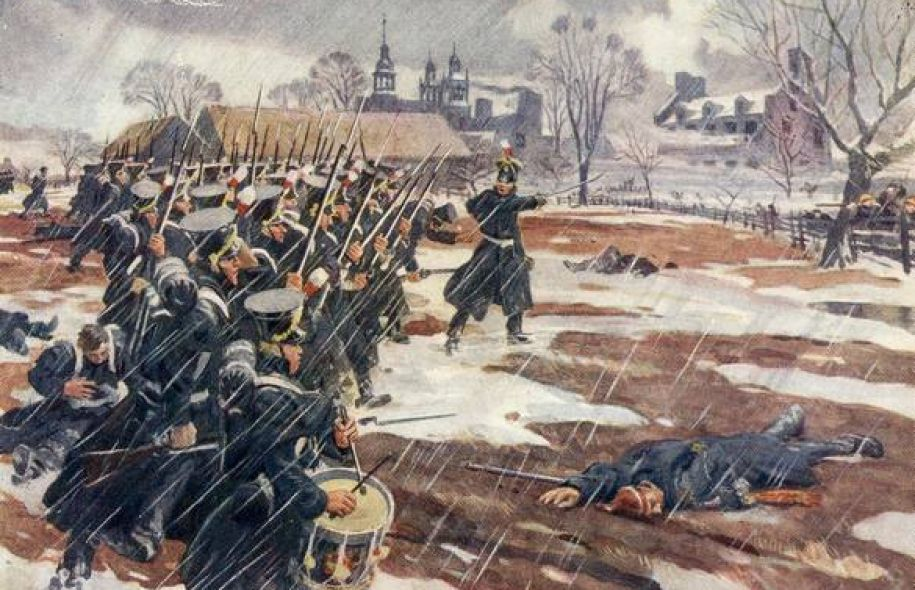
Soldats regulars britànics lluitant en la Batalla de Saint-Denis, 1837.

Una de les accions més importants per les forces britàniques durant aquest període va ser l'aixafament de les rebel·lions contra el govern colonial de 1837 i 1838. La Rebel·lió de l'Alt Canadà, en la que un petit grup de 200 persones van fugir a l'Illa Navy del Riu Niàgara, i hi van declarar l'establiment de la República del Canadà el 13 de desembre, 1837, va ser sufocada per les forces britàniques el 13 de gener, 1838. La Rebel·lió del Baix Canadà va ser una major amenaça per als britànics, i els rebels van resultar victoriosos en la batalla de Saint-Denis el 23 de novembre. L'endemà passat, els rebels van ser derrotats en la Batalla de Saint-Charles, i el 14 de desembre, finalment van ser sufocats en la Batalla de Saint-Eustache.
Per als anys 1850, el temor d'una invasió nord-americana havia començat a disminuir, i els britànics es van sentir capaços de començar a reduir la grandària de la seva guarnició. El Tractat de la Reciprocitat, negociat entre Canadà i els Estats Units en 1854, va ajudar a alleujar les preocupacions. No obstant això, les tensions repuntaren novament durant la guerra civil nord-americana (1861-1865), aparentment aconseguint el seu punt més alt amb l'Incident de Trent ocorregut a la fi de 1861 i al principi de 1862. Això es va desencadenar quan el capità d'un canoner nord-americà va detenir al RMS Trent i va acomiadar a dos oficials confederats que estaven vinculats al Regne Unit. El govern britànic estava indignat i, amb la guerra aparentment imminent, va prendre mesures per reforçar la seva guarnició en l'Amèrica del Nord britànica, que va ser incrementada d'una força de 4.000 homes a uns 18.000. Al final, la guerra va ser evitada, i la sensació de crisi disminuïda. Aquest incident va resultar ser l'últim episodi major de confrontacions militars anglo-nord-americanes a Amèrica del Nord, ja que ambdues parts van començar a notar els beneficis d'una relació amistosa. Al mateix temps, molts canadencs van ser cap al sud a lluitar en el Guerra Civil, la majoria integrant-se a l'Exèrcit de la Unió, encara que alguns canadencs, especialment de les milícies de Toronto, eren simpatitzants de la Confederació.
Mentrestant, el Regne Unit començava a preocupar-se de les amenaces militars més properes a ells, i els disgustava pagar per mantenir una guarnició en colònies que s'estaven tornant independents, i que, després de 1867, es van unir per formar l'autònom Domini del Canadà segons l'Acta de l'Amèrica del Nord britànica. Conseqüentment, en 1871, les tropes de la guarnició britànica es van retirar completament del Canadà, excepte en Halifax i Esquimalt, on les guarnicions britàniques van romandre solament per raons estratègiques de l'Imperi.

### Atacs fenians
Va ser durant aquest període de reconsideració de la presència militar britànica a Canadà i la seva imminent retirada que va ocórrer l'última invasió al territori canadenc. No va ser realitzada per cap oficial del govern dels Estats Units, sinó per una organització coneguda com els fenians. Aquest era un grup d'irlandesos nord-americans, en el seu major parteix veterans de l'exèrcit federal de la Guerra Civil, que creien que en fer-se amb Canadà, podrien obtenir concessions per part del govern britànic respecte a la seva situació política a Irlanda, més específicament la seva independència. Els fenians havien també estimat incorrectament que els irlandesos canadencs, que eren bastant nombrosos, recolzarien les seves intencions invasives i es revoltarien, tant política com militarment.

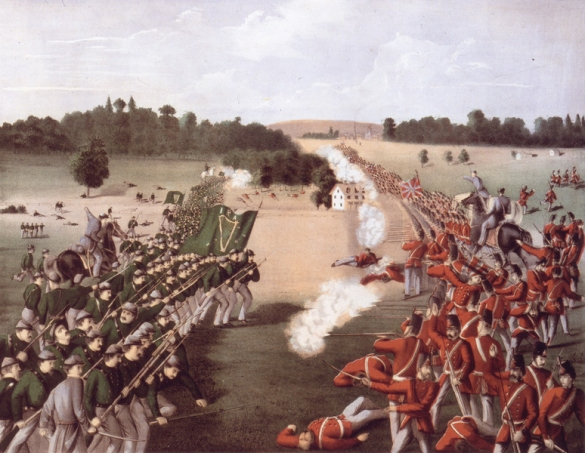
La Batalla de Ridgeway, 1866.

Després dels esdeveniments de la Guerra Civil, el sentiment antibritánic era alt als Estats Units. Els vaixells de guerra confederats construïts per britànics havien causat estralls en el comerç dels Estats Units durant la guerra. Els irlandesos nord-americans eren una circumscripció electoral gran i important, particularment en parts dels estats del nord-est, i grans regiments d'irlandesos nord-americans havien participat en la guerra. D'aquesta manera, encara que estava profundament preocupat pels fenians, el govern dels Estats Units, dirigit pel Secretari d'Estat William Henry Seward, generalment ignorava els intents d'organització fenians. Als fenians se'ls va permetre organitzar-se i armar-se obertament, i fins i tot se'ls va autoritzar reclutar gent en els campaments de l'Exèrcit de la Unió. Els nord-americans no estaven preparats per arriscar-se en una guerra amb els britànics, i van intervenir quan els fenians van amenaçar amb posar en perill la neutralitat nord-americana.
Els fenians eren una amenaça moderada per a Canadà, perquè sent veterans de l'exèrcit federal estaven ben armats. Van realitzar tres atacs el 1866: un a l'Illa Campobello en Nou Brunswick a l'abril, i els altres a les regions de les valls del Niàgara i del Sant Lorenzo al juliol. Els atacs en Campobello i a la vall del Sant Lorenzo van fallar. Els fenians van guanyar la Batalla de Ridgeway quan les tropes canadenques, en la seva majoria estudiants de la Universitat de Toronto i homes joves de Hamilton, van tenir un atac fallit i una retirada maldestra, encara que els fenians també es van retirar ràpidament, tement un contraatac britànic. En Nou Brunswick, el seu fracàs es va deure a la presència d'un exèrcit de soldats regulars britànics i a la confiscació de les armes fenianes per la marina nord-americana. Dos atacs posteriors al llarg de la frontera entre Quebec i Vermont en 1870 i en Manitoba el 1871 van resultar igualment infructuosos.
Malgrat aquests fracassos, els atacs van tenir cert impacte en els polítics del Canadà, que van entrar en negociacions que van conduir a l'Acord de la Confederació de 1867. Els atacs van reforçar la sensació de vulnerabilitat militar, especialment perquè se sabia que els britànics estaven considerant seriosament la reducció de la grandària de la seva guarnició, si no és que la seva completa retirada. Els debats sobre la Confederació van ser fins a cert punt duts a terme sota una atmosfera de crisi militar, i la major seguretat militar que seria guanyada a través de la posada en comú dels recursos colonials va ser un dels factors que van pesar molt a favor de la Confederació.

## Autonomia canadenca

### Milícia canadenca
Amb la Confederació Canadenca —és a dir, la formació del Domini del Canadà a partir de les colònies en l'Amèrica del Nord britànica— en el seu lloc i la guarnició britànica fos, Canadà va assumir plena responsabilitat de la seva pròpia defensa; no obstant això, el Domini va seguir pertanyent a l'Imperi Britànic i el Regne Unit es va comprometre a enviar ajuda en cas d'una emergència seriosa, mentre que la Marina Real va continuar proporcionant defensa oceànica. Petites bateries professionals d'artilleria van ser establertes a Quebec i Kingston. El 1883, una tercera bateria d'artilleria va ser agregada, i petites escoles professionals de cavalleria i infanteria van ser creades. Aquestes van ser pensades per proporcionar un suport professional per la molt més gran força de la milícia que havia de formar la major part de l'esforç de la defensa canadenca. En teoria, cada home sa d'entre 18 i 60 anys era capaç de ser reclutat per al servei, però en la pràctica, la defensa del país descansava sobre els serveis dels voluntaris que componien la presumpta Milícia Activa, la qual en 1869 constava de 31.170 oficials i homes. Durant les dècades restants d'aquest segle, aquesta força va ser consolidada, atenent a camps d'estiu, desfilant i ocasionalment sent forçada a servir en temps de vagues i altres emergències civils.

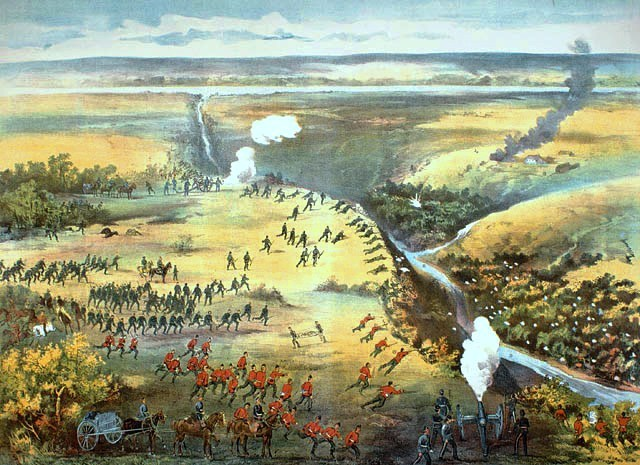
Litografia contemporània de la Batalla de Fish Creek.

Les primeres grans proves per a la milícia van ser les expedicions contra les forces rebels de Louis Riel en l'oest canadenc. L'Expedició de Wolseley, composta per una mescla de britànics i forces de milícia, va restaurar l'ordre després de la Rebel·lió de Xarxa River —un moviment d'autodeterminació nacional— amb escassa violència el 1870. Una major prova va ser la Rebel·lió del Nord-oest el 1885 que va veure el major esforç militar emprès en sòl canadenc des del final de la Guerra de 1812. La rebel·lió, amb els mateixos objectius que la rebel·lió anterior, va comprendre una sèrie de batalles entre els métis i els seus aliats contra la milícia i la Policia Muntada del Nord-oest, de les quals les forces del govern van acabar sortint victorioses malgrat sofrir alguns revessos inicialment en Duck Lake, Fish Creek i Cut Knife.
Superats en nombre i sense municions, els métis participants en la Rebel·lió del Nord-oest es van enfonsar amb el lloc i la Batalla de Batoche. La Batalla de Loon Lake, amb la qual va acabar aquest conflicte, destaca per ser l'última batalla a haver-se combatut en sòl canadenc.
El 1884, el Regne Unit va demanar per primera vegada ajuda a Canadà per defensar l'imperi. La nació mare li va sol·licitar a Canadà que enviés navegants experimentats al Sudan per ajudar a rescatar al Major General Charles George Gordon de l'aixecament de Muhammad Ahmad. No obstant això, Ottawa es va mostrar poc inclinada a fer això, encara que finalment el Governador General Lord Lansdowne va reclutar a una força privada de 386 voyageurs (viatgers) que van ser posats sota el comandament dels oficials de la milícia canadenca. Aquesta força, coneguda com els voyageurs del Nil, va servir hàbilment a Sudan i es va convertir en la primera assistència canadenca prestada a l'estranger.

### Guerra dels Bòer
La defensa de l'imperi va ser de nou un tema d'importància quan Gran Bretanya es va trobar a si mateixa fortament pressionada en la Segona Guerra dels Bóer a Sud-àfrica. Els britànics li van demanar ajuda a Canadà en el conflicte, i el Partit Conservador va estar fermament a favor d'enviar algunes divisions a servir a Sud-àfrica. Els francocanadencs, per la seva banda, es van oposar gairebé unilateralment a la guerra, així com ho van fer diversos grups més. Això va dividir profundament al Partit Liberal que en aquest moment estava en el poder, ja que depenia del suport tant dels anglocanadienses proimperialistas com del dels francocanadencs antiimperialistes. El Primer Ministre Wilfrid Laurier va enviar inicialment 1000 soldats del 2° Batalló del Regiment Real Canadenc. Més tard, altres divisions van ser enviades. Aquesta es convertiria en la primera participació com a nació en una guerra.
Les forces canadenques es van perdre el primer període de la guerra i les grans derrotes britàniques de l'anomenada Setmana Negra. Els canadencs a Sud-àfrica van guanyar molta aclamació per encapçalar l'atac en la Segona Batalla de Paardeberg, una de les primeres victòries decisives de la guerra. En la Batalla de Liliefontein el 7 de novembre de 1900, tres canadencs, els tinents Cockburn i Turner i el sergent Holland dels Dracs Reals Canadencs van rebre la Cruz Victoria per haver protegit la rereguarda d'una força en retir. Entre 8300 i 9000 canadencs, incloent 12 dones infermeres, van servir a Sud-àfrica. D'ells, més de 200 van morir, uns altres més van resultar ferits i quatre van ser condecorats amb la Cruz Victoria. Les forces canadenques també van participar plenament als programes de camps de concentració que van ser responsables de la mort de milers de civils Bóer. Malgrat tot, la guerra va seguir sent molt impopular a Quebec, on molta gent la veia com aixafar a una minoria democràtica que, en molts aspectes, era similar als francocanadencs.

### Creació de la Marina Canadenca

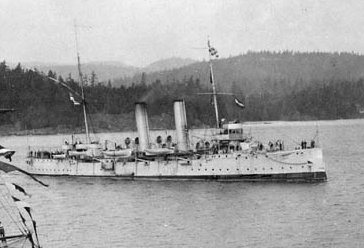
El HMCS Rainbow en 1910.

Poc després del debat sobre la Segona Guerra dels Bóer, un altre similar es va desenvolupar sobre si Canadà havia de tenir o no la seva pròpia marina. Canadà havia tingut des de fa molt temps una petita força pesquera protectora adjunta al Departament de la Marina i Piscifactoria, però depenia del Regne Unit per a la seva defensa marítima. Els britànics estaven cada vegada més immersos en una carrera d'armaments amb Alemanya, i el 1908, li va demanar ajuda a les seves colònies amb la marina. El Partit Conservador del Canadà va argumentar que el país devia simplement contribuir amb diners per a l'adquisició i el manteniment d'algunes naus de la Marina Real Britànica. Alguns nacionalistes francocanadencs pensaven que no s'havia d'enviar cap ajuda; uns altres advocaven per una marina canadenca independent que pogués auxiliar a la britànica quan ho necessités.
Finalment, el Primer Ministre Laurier va decidir seguir amb aquesta labor de compromís, i la creació de la Marina Real Canadenca va ser acceptada pel Parlament el 4 de maig de 1910, a través de l'Acta del Servei Naval. Per apaivagar als imperialistes, l'Acta incloïa una precaució que estipulava que en cas d'emergència, la flota podria usar-se contra els britànics. Aquesta precaució va conduir a una intensa oposició a l'Acta per part del nacionalista de Quebec Henri Bourassa. L'Acta establia l'objectiu de construir una flota composta de cinc creuers i sis destructors. Els primers dos bucs van ser el Niobe i el Rainbow, unes naus una miqueta antigues i obsoletes comprades als britànics. Amb l'arribada al poder dels conservadors el 1911, en part a causa que els liberals havien perdut una mica de recolzo en Quebec, la marina va ser privada de fons, però durant la Primera Guerra Mundial, va anar àmpliament expandida i va tenir un paper important tant en l'Atlàntic com en el Pacífic.

### Creació de l'Exèrcit Canadenc
Quan les tropes britàniques van començar a retirar-se del Canadà a la fi del segle xix i principis del segle xx, la importància de la milícia (comprenent diverses unitats de cavalleria, artilleria, infanteria i enginyeria) va créixer. Finalment es va crear una Milícia Activa Permanent conformada per petits grups de soldats a temps parcial escampats al llarg del país. L'últim Oficial Comandant de les Forces, Lord Dundonald, va instituir més tard una sèrie de reformes en les quals Canadà adquiria les seves pròpies branques militars tècniques i de suport. Aquests serveis varis, anomenats cossos, incloïen:
- Cos Canadenc d'Enginyers (creat l'1 de juliol de 1903), encarregat de facilitar la mobilitat de les tropes en rastrejar i desmantellar mines i bombes o construir estructures com a ponts.[47]
- Cos de Senyalització Canadenca (24 d'octubre de 1903), que va sorgir arran que la senyalització inadequada havia minvat l'eficàcia de les forces canadenques durant la Guerra dels Bóer. La seva creació buscava l'estandardització de la senyalització dins de les seccions d'infanteria, cavalleria i artilleria.[48]
- Cos del Servei Militar Canadenc (1 de novembre de 1901, autoritzat l'1 de desembre de 1903), encarregat de proporcionar serveis de suport a les tropes en combat, com el seu transport.[49][50]
- Cos Mèdic de la Milícia Activa Permanent de l'Exèrcit (2 de juliol de 1904), a càrrec de l'atenció mèdica dels soldats.[46]
- Cos de Reserves d'Ordenança (1 de juliol de 1903), que emmagatzemaven l'armament, la roba i l'equip.[46]

Cossos addicionals serien creats en els anys previs a la Primera Guerra Mundial, incloent als primers cossos dentals militars independents a tot el món. Al llarg de tot el segle XX es van ser creant tota mena de cossos, incloent enginyers elèctrics i mecànics, veterinaris, postals, d'intel·ligència, de pagament i d'entrenament, per esmentar alguns. A grans trets l'exèrcit ha estat compost des de llavors per dues parts, una permanent i una altra de mig temps —o de reserva. Durant temps de guerra, s'afegeix un tercer component.

### Creació de la Força Aèria Canadenca
La Primera Guerra Mundial va ser el catalitzador per a la formació de la Força Aèria Canadenca. Al començament de la guerra, no existia una força aèria canadenca independent, encara que molts canadenques volaven amb el Royal Flying Corps i el Royal Naval Air Service.

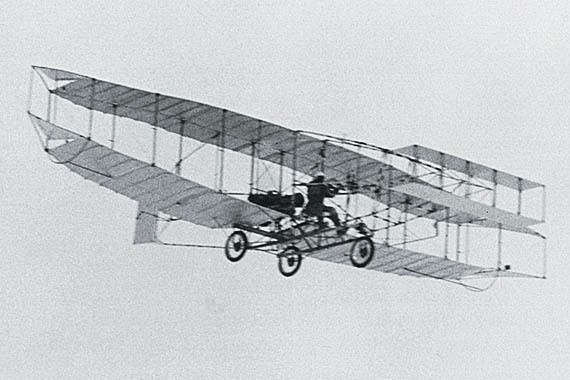
L'AEA Silver Dart, avió utilitzat durant el primer vol controlat a Canadà.

En 1909, el primer vol controlat en territori canadenc va tenir lloc amb l'AEA Silver Dart. S'intentava vendre aquest avió a l'Exèrcit Canadenc, més mai es va realitzar tal venda atès que les demostracions amb la nau no van ser del tot reeixides. Encara que es va seguir intentant interessar al govern canadenc en l'aviació, aquest argumentava que hi havia "falta de fons". Va ser fins a 1914 quan el govern canadenc va autoritzar la formació del Canadian Aviation Corps (CAC). La CAC va ser conformada per acompanyar per força Expedicionaria Canadenc a Europa i consistia en un avió —un Burgess-Dunne— que mai va ser usat, ja que finalment seria considerat inadequat per al servei militar. La CAC va deixar d'existir el 1915.
Un segon intent per crear una veritable força aèria canadenc vi el 1918 quan dos esquadrons canadencs (u bombarder i un altre de caça) van ser formats gràcies al Ministeri Aeri Britànic a Anglaterra. Això es va fer amb la justificació que hi havia molts canadenques servint en la Royal Air Force que volien servir en forces canadenques. El govern canadenc va prendre el control dels dos esquadrons el 1918 en formar la Força Aèria Canadenca (en anglès Canadian Air Force, CAF). La CAF, no obstant això, mai va operar i va ser dissolta en 1920.
El govern britànic va encoratjar a Canadà a formar una força aèria per a temps de pau, i el 1920 una nova Força Aèria Canadenca va ser conformada com a part del servei militar de reserva realitzant principalment tasques civils, com rastrejar incendis forestals, així com donar entrenament.
Després de la reorganització, la nova CAF va ser redenominada com a Real Força Aèria Canadenca (RCAF per les seves sigles en anglès) l'1 d'abril de 1924.

## Guerres mundials

### Primera Guerra Mundial
El 4 d'agost de 1914, el Regne Unit va entrar a la Primera Guerra Mundial en declarar-li la guerra a Alemanya. La declaració de guerra britànica automàticament va involucrar a Canadà en el conflicte, ja que seguia sent considerada una colònia. No obstant això, el govern canadenc tenia la llibertat de determinar el grau de involucramiento del país en la guerra. Canadà finalment va enviar quatre divisions a lluitar en el Front Occidental.
En les etapes avançades de la guerra, els cossos canadencs van ser considerats entre els més efectius i respectats dins dels exèrcits en el Front Occidental; les divisions canadenques eren majors que les britàniques, el 1917, a causa de l'escassetat de mà d'obra (encara que els problemes de mà d'obra causarien que el Canadà rebutgés els seus plans per a un segon cos canadenc i dues divisions addicionals així com la institució del servei militar obligatori en ultramar). De fet, en les seqüeles de la batalla del Somme, els cossos canadencs es van guanyar una reputació de forces de xoc que eren temudes pels alemanys. L'exèrcit canadenc fins i tot tenia el seu propi àlies, els durs à cuire (difícils de cuinar/matar), la qual cosa significava que els canadencs eren molt durs de desmoralitzar i derrotar. Donat això, el 1916 el Regne Unit fins i tot va fer ús específicament d'ajuda dels canadencs per defensar les colònies britàniques trucades Índies Occidentals de la marina alemanya, amb moltes forces canadenques sent estacionades a l'illa de Saint Lucia per ajudar a defensar-la d'un possible atac naval alemany. La Marina Real Canadenca va tenir un paper important en aquesta guerra, perquè es va construir una gran quantitat de vaixells durant aquest període, i molts vaixells i homes canadencs van ser posats al servei de la Marina Real Britànica.

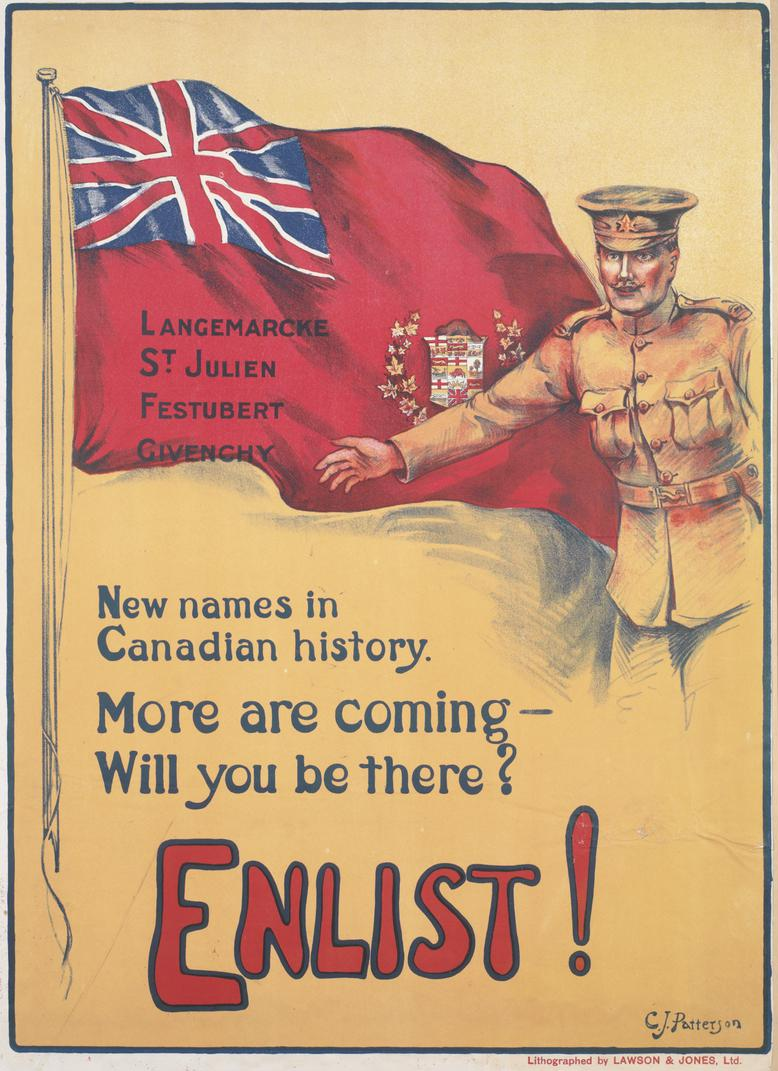
Un cartell de reclutament canadenc usat en la Primera Guerra Mundial.

Sense el servei militar obligatori, la força canadenca va quedar limitada a aquells prou dedicats per enlistarse. Totes les altres principals nacions combatents havien introduït el servei militar obligatori per reposar les baixes massives que estaven sofrint. Per ordre del Primer Ministre Sir Robert Brodin, qui desitjava mantenir la continuïtat de la contribució militar del Canadà, i amb pressió de la burgesia per introduir i imposar el servei militar obligatori, l'Acta del Servei Militar va ser introduïda el 1917. Encara que la reacció al servei militar obligatori va ser favorable en la part anglosaxona del Canadà, la idea va ser profundament impopular a Quebec. Al final, amb el servei militar obligatori es va reclutar a prop de 120.000 soldats, dels quals prop de 47.000 van ser a l'estranger. La Crisi del Servei Militar Obligatori de 1917 va ajudar molt a destacar les divisions entre els canadencs franc i angloparlantes a Canadà, encara que el problema venia d'anys enrere. Els francocanadencs sentien poc interès a ajudar els britànics, i veien a l'exèrcit canadenc com una institució gairebé completament anglocanadiense. Malgrat els problemes, la Crisi del Servei Militar Obligatori de 1917 no va obstaculitzar la carrera política del Primer Ministre Robert Brodin, ja que en la següent elecció d'aquest any, el govern de la Unió de Brodin va guanyar 153 seients al Parlament, gairebé tots els de la Canadà anglosaxona. No obstant això, dels 65 seients de Quebec, el govern de Brodin va guanyar solament 3. De qualsevol forma, pocs mesos després —al novembre de 1918— la guerra hauria finalitzat, però el Partit Conservador, impulsor del servei militar obligatori, seguiria tenint dificultats per obtenir seients en el futur.
El punt més alt de l'èxit militar canadenc vi en la Batalla de la cresta de Vimy el 9 d'abril de 1917, durant la qual les tropes canadenques van capturar un pujol alemany fortificat que havia resistit atacs britànics i francesos prèviament. Vimy, així com l'èxit dels asos de l'aviació canadenques William Barker i Billy Bishop, va ajudar a donar-li a Canadà un nou sentit d'identitat. Això es va traduir en major autonomia, amb Canadà enviant als seus propis delegats a les negociacions del Tractat de Versalles el 1919, unint-se a la Societat de Nacions el 1921, i sent-li concedida formalment l'autonomia via l'Estatut de Westminster el 1931.
Per a una nació de vuit milions d'habitants, l'esforç de la guerra del Canadà va ser àmpliament reconegut com a notable. Un total aproximat de 620.000 homes i dones van servir en les forces canadenques en la Primera Guerra Mundial, i d'ells 67.000 van perdre la vida i altres 173.000 van resultar ferits.
Els sacrificis canadencs són commemorats en tretze monuments a França i Bèlgica. Dos d'ells són únics en disseny: el gegantesc Memorial Nacional canadenc de Vimy i el distintiu Soldat Meditabundo en el Monument de Saint Julien. Els altres segueixen el patró estàndard de monuments de granit envoltats per una sendera circular. Aquests són el Monument del Pujol 62, el Monument de Courtrai i el Monument de Passchendaele a Bèlgica, i els Monuments de Bourlon Wood, Courcelette, Dury, Li Quesnel, Beaumont-Hamel, Gueudecourt, Masnières i Monchy-li-Preux a França.

### Segona Guerra Mundial
Des de 1917 s'havia manifestat el desig que els dominis britànics anessin considerats nacions autònomes. Això va començar a cristal·litzar-se poc després amb la presència de delegats canadencs en diferents esdeveniments i societats internacionals, com la Conferència de Pau de París de 1919. Més endavant, en la Conferència Imperial de 1926 i ja amb W. L. Mackenzie King com a Primer Ministre canadenc, se li va atorgar igualtat i una mica més d'autonomia als dominis britànics mitjançant la Declaració d'Equitat, si bé encara amb l'obligació de lleialtat a la corona britànica. La separació final vi amb l'Estatut de Westminster de 1931, amb el qual es garantia que cap llei promulgada en el Regne Unit afectaria als ara independents dominis, tret que aquests ho aprovessin.

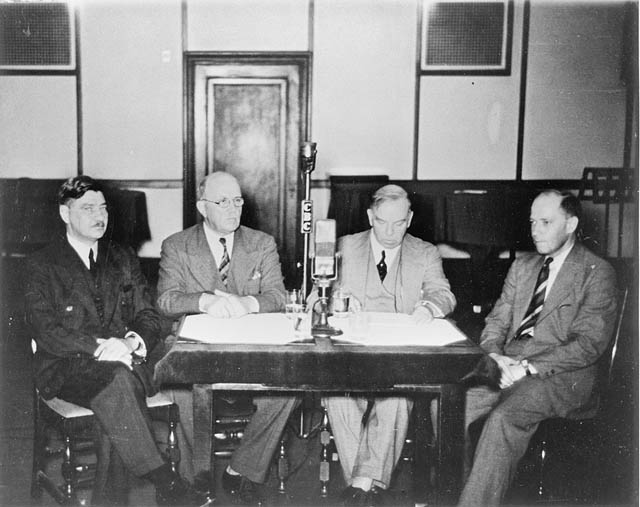
El Primer Ministre canadenc William Lió Mackenzie King, flanquejat per membres del seu gabinet, es dirigeix al poble del seu país poc després de la declaració de guerra britànica en 1939.

Després de la Invasió alemanya de Polònia l'1 de setembre de 1939, el Parlament del Canadà va donar suport a la decisió del govern de declarar-li la guerra a Alemanya el 10 de setembre, una setmana després que el Regne Unit i França. Amb la guerra declarada es va fer un anomenat per inscriure's al servei militar, amb la promesa que aquest es realitzaria dins de les fronteres canadenques. No obstant això, mesos després es va realitzar un plebiscit on totes les províncies —excepte Quebec— recolzaven el servei a l'estranger de ser necessari.
Els aviadors canadencs van tenir un paper petit però significatiu en la batalla d'Anglaterra, mentre que la Marina Real Canadenca (que va incrementar notablement la seva flota durant aquest període) i la Marina Mercant Canadenca van ser crucials en la Batalla de l'Atlántico. Les forces canadenques van passar els primers mesos estacionades en el Regne Unit esperant una possible invasió. Finalment dos batallons d'infanteria van ser enviats a la fallida defensa de Hong Kong en 1941. Tropes de la 2° Divisió Canadenca d'Infanteria també van tenir un paper protagonista en la desastrosa Batalla de Dieppe a l'agost de 1942, en la qual els alemanys van rebutjar l'intent d'una invasió a la costa francesa. La 1° Divisió Canadenca i tancs de la 1° Brigada Cuirassada Canadenca van arribar a Sicília al juliol de 1943 i després d'una campanya de 38 dies aquí, van participar en la reeixida Invasió Aliada d'Itàlia. Les forces del Canadà van ser importants durant l'avanç cap al nord a través d'Itàlia, finalment integrant-se en les seves pròpies casernes després que la 5° Divisió Cuirassada Canadenca se'ls unís a principis de 1944 després de les costoses batalles en el riu Moro i en Ortona.
El 6 de juny de 1944, la 3° Divisió Canadenca d'Infanteria (recolzada per tancs de la 2° Brigada Cuirassada Canadenca) van desembarcar al Platja de Juno en la Batalla de Normandia. Les tropes aèries canadenques també havien aterrat prèviament aquest dia. La resistència en Juno va ser feroç, i les baixes van ser nombroses. Per al final del dia, no obstant això, els canadencs havien dut a terme les penetracions més profundes terra endins d'entre les cinc forces invasores. Els canadencs van tenir un paper important en la subsecuente lluita a Normandia, amb la 2° Divisió Canadenca d'Infanteria desembarcant al juliol i la 4° Divisió Cuirassada Canadenca a l'agost. Mentrestant, unes casernes van ser activades. Una de les contribucions canadenques més importants per a la guerra va ser en la Batalla de Scheldt, quan el Primer Exèrcit Canadenc va derrotar a una afermada força alemanya per ajudar en gran part a obrir Anvers al desembarcament aliat.
El Primer Exèrcit Canadenc va lluitar en dues grans campanyes més; Rhineland al febrer i març de 1945, obrint el pas cap al Rin, i les subsecuentes batalles en l'altre costat del Rin en les últimes setmanes de la guerra. L'I Cos Canadenc (un dels dos que componia al Primer Exèrcit) va tornar al nord-est d'Europa des d'Itàlia a principis de 1945, i com a part del reintegrat Primer Exèrcit va assistir en l'alliberament dels Països Baixos (incloent el rescat de molts holandesos en condicions properes a la inanició) i la invasió d'Alemanya.

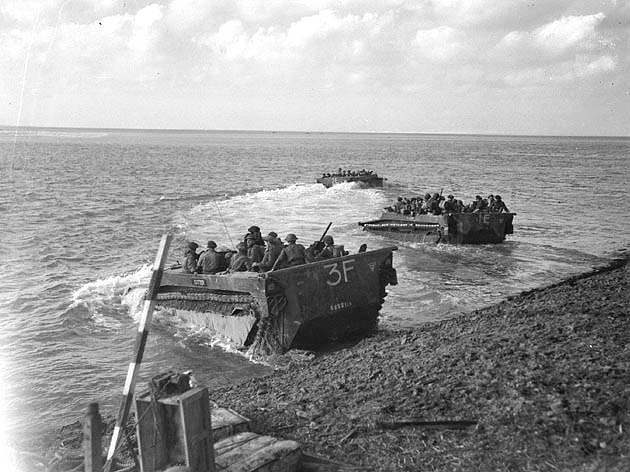
Vehicles amfibis transportant tropes canadenques a través de l'Escalda a Holanda, setembre de 1944.

La Força Aèria Real Canadenca (RCAF) tenia tres responsabilitats clau durant la guerra: el Pla d'Entrenament Aeri de la Mancomunitat Britànica (BCATP, per les seves sigles en anglès), la contribució del Canadà a l'entrenament d'aviadors militars; el Home War Establishment (HWE), que va proveir 37 esquadrons per a defensa costanera, protecció de naus, defensa aèria i altres tasques a Canadà; i el Overseas War Establishment (OWE), que va proveir 48 esquadrons servint juntament amb la Royal Air Force (RAF) a Europa, el Mediterrani i el Llunyà Orient. Amb el BCATP es va donar entrenament a 131.000 aviadors de la Mancomunitat, més de la meitat d'ells pertanyents a la RCAF.
Els aviadors de la RCAF van servir amb els esquadrons de la RAF, i van jugar papers clau en la Batalla d'Anglaterra, la guerra antisubmarina durant la Batalla de l'Atlántico, i les campanyes de bombardeig contra Alemanya. El personal de la força aèria canadenca també va proporcionar suport a les forces aliades durant la Batalla de Normandia i les subsecuentes campanyes per terra a Europa. Per alliberar al personal de la RCAF que era necessitat en labors operacionals o de la BCATP, la Divisió Femenil de la RCAF va ser formada en 1941. Juntament amb altres nacions de la Mancomunitat, un cos femenil anomenat Canadian Women's Army Corps, similar a la Divisió Femenil de la RCAF, va ser establert per substituir als homes en certes labors. El cos va existir de 1941 a 1946, va ser creat de nou el 1948 i finalment dissolt el 1964.
D'una població d'aproximadament 11,5 milions, 1,1 milions de canadencs van servir en les forces armades en la Segona Guerra Mundial. D'ells, un total aproximat de 42.000 membres de les forces van donar les seves vides, i altres 55.000 van ser ferits, segons les xifres oficials.

## Multilateralisme, forces de pau i la Guerra Freda

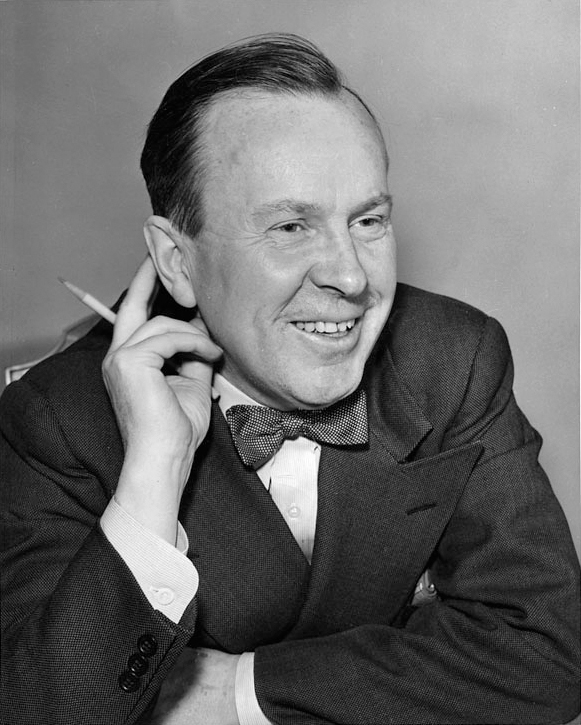
El Primer Ministre Lester B. Pearson, considerat el fundador de les forces de pau modernes pels seus esforços a resoldre la Crisi de Suez en 1956.

Poc després del final de la Segona Guerra Mundial, la Guerra Freda va començar. Des de 1948 Canadà, els Estats Units i el Regne Unit van començar a tenir reunions secretes per tractar el tema de la seva seguretat mútua, i més tard inclourien a altres nacions europees. Dotze països signarien el 1949 el Tractat de l'Atlántico Nord per acordar la seva defensa mútua i, a causa de la insistència canadenca, cooperació econòmica i social. Va ser la primera aliança militar en temps de pau a la qual es va integrar Canadà. Com a membre fundador de l'OTAN i signatari del tractat NORAD amb els Estats Units, Canadà es va comprometre a l'aliança contra el bloc comunista. Les tropes canadenques van estar estacionades a Alemanya durant la Guerra Freda, i el Canadà es va unir als nord-americans per aixecar defenses contra un hipotètic atac soviètic, per exemple, la Línia DEW (una sèrie d'estacions de radar construïdes per detectar l'avanç d'avions enemics). Com a potència intermèdia, alguns dissenyadors de polítiques canadenques es van adonar que el Canadà podia fer poc militarment pel seu compte i, per tant, va ser adoptada una política de multilateralisme segons la qual Canadà solament participaria en accions militars com a part d'una gran coalició. Canadà també va triar romandre al marge de moltes guerres, malgrat la participació d'aliats propers, notablement la Guerra de Vietnam i la Guerra de l'Iraq, encara que va donar suport indirecte i ciutadans canadencs van servir dins d'exèrcits estrangers en tots dos conflictes. El període posterior a la guerra va veure una gran reorganització quan, el 1968, les tres forces (exèrcit, marina i forces aèries) van ser unificades per convertir-se en les Forces Canadenques.

### Canadà a Corea
Després de la Segona Guerra Mundial, Canadà ràpidament es va desmobilitzar. No obstant això, al juny de 1950 va esclatar la Guerra de Corea amb la invasió dels comunistes a Corea del Sud, i amb ella va venir la primera participació militar de les forces de l'OTAN. Canadà va necessitar diversos mesos per organitzar les seves forces militars, i finalment va formar part de les Forces de la Mancomunitat Britànica a Corea, al costat de nacions com Austràlia. Les forces terrestres canadenques per tant es van perdre de la majoria de les primeres campanyes, ja que no van arribar fins a novembre de 1951, quan la fase de desgast de la guerra ja havia començat. Les tropes canadenques van lluitar com a part de la 1° Divisió de la Mancomunitat, i es van distingir en la Batalla de Kapyong i en altres conflictes terrestres. El HMCS Haida i altres vaixells de la Marina Real Canadenca van estar en servei en el conflicte coreà. Encara que la Força Aèria Real Canadenca no va combatre a Corea, 22 pilots de caça de la RCAF van ser relleus dels de la USAF. La RCAF també va estar involucrada amb el transport de personal i provisions per recolzar en aquesta guerra.
En total, Canadà va enviar 26.791 tropes a defensar Corea del Sud, a més de tres destructors, un esquadró de transport aeri i els esmentats 22 pilots de caça. Va haver-hi 1.558 baixes canadenques, incloent 516 morts fins al 27 de juliol de 1953 quan van cessar les hostilitats. Coreja freqüentment ha estat descrita com la "Guerra Oblidada", ja que per a la majoria dels canadencs és eclipsada per les contribucions canadenques en les dues guerres mundials. Canadà va ser signatari de l'armistici original de 1953, però no va mantenir una guarnició a Corea del Sud després de 1955.

### Forces de pau
Estretament relacionat amb el compromís del Canadà amb el multilateralisme i amb els principis de pau i llibertat ha estat el seu fort suport a les forces de pau. Durant la Crisi de Suez en 1956, el llavors Secretari d'Estat per Afers exteriors i futur Primer Ministre Lester B. Pearson va proposar que s'enviés una força multinacional a la zona per aconseguir la pau, idea que li va valer el Premi Nobel de la Pau de 1957, ja que va asseure les bases de les Forces de Pau de l'ONU modernes. Des de llavors, Canadà té una llarga història de participació en aquestes missions. Canadà va participar en cada missió de forces de pau de l'ONU des del seu inici fins a 1989, i àdhuc després continua jugant un paper important. Més de 125.000 canadencs han servit en unes 50 missions des de 1949, amb 116 morts.

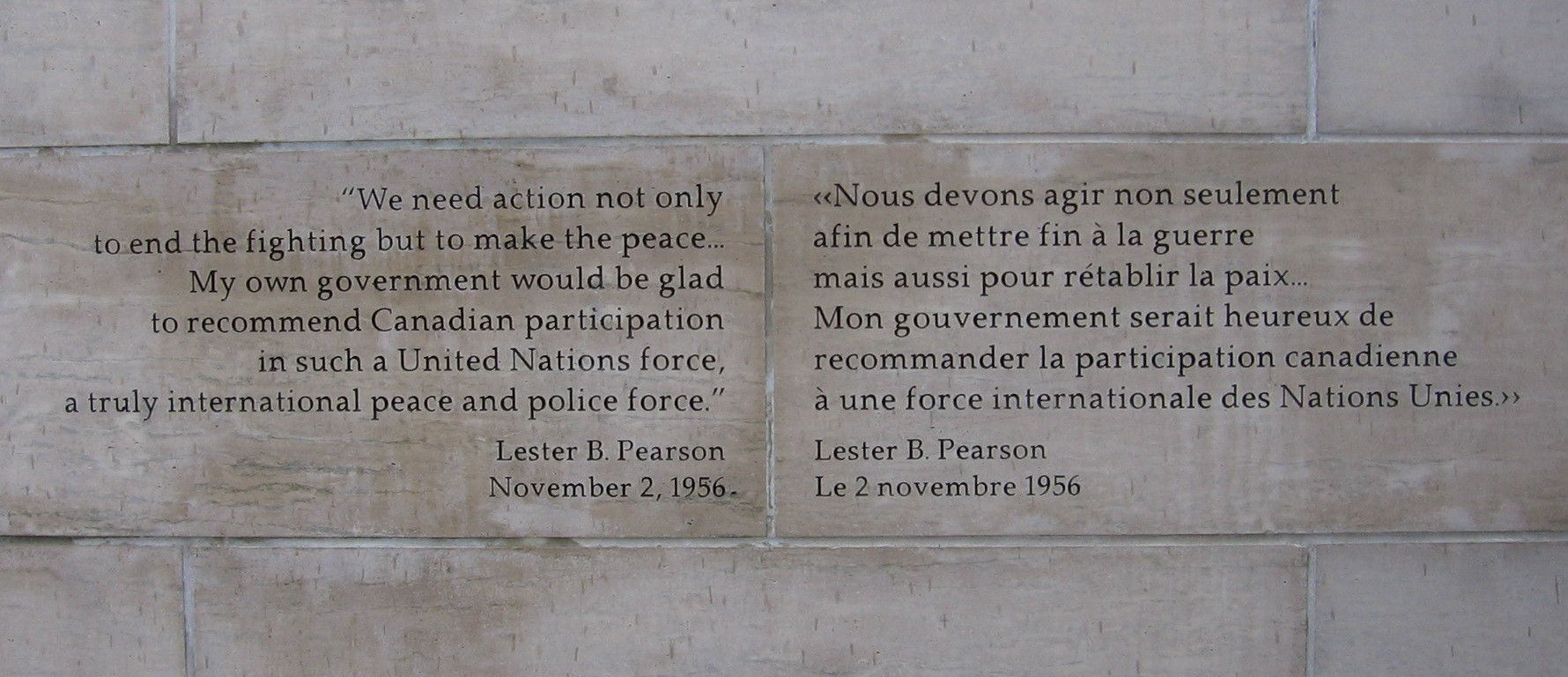
Cita de Pearson sobre una força de pau de l'ONU en el Monument de la Cura de la Pau.

La primera missió de forces de pau canadenca, fins i tot abans de la creació del sistema formal de l'ONU, va ser una missió de 1948 a Caixmir. Altres missions importants inclouen la llarga estadía a Xipre, missions d'observació en el Sinaí i els Alts del Golán, i la missió de l'OTAN a Croàcia i Bòsnia i Hercegovina. En aquesta última, les forces canadenques van ser part de la UNPROFOR, la força de pau de l'ONU en les nacions balcàniques durant les Guerres iugoslaves en la dècada de 1990. Canadà va ser un dels 42 països que van contribuir a aquesta força, que va operar de febrer de 1992 a desembre de 1995. La resposta canadenca el 1993 a l'Operació Medak dins d'aquesta operació va ser la batalla més llarga disputada per forces canadenques des de la Guerra de Corea. Un dels pitjors moments en la història militar recent del Canadà va ocórrer durant la missió humanitària a Somàlia en 1993, quan soldats canadencs van torturar a un adolescent somali fins a matar-ho, conduint a l'Assumpte de Somàlia. Després d'una recerca, el Regiment Aeri Canadenc va ser dissolt i la reputació de les Forces Canadenques va sofrir dins del Canadà.
Des de 1995, no obstant això, la participació canadenca directa en les forces de pau de l'ONU ha disminuït considerablement. Al juliol de 2006, per exemple, Canadà es va col·locar en el 51° lloc en la llista de participants en les forces de pau de l'ONU, contribuint amb 132 elements d'un total global de més de 70.000. El nombre va disminuir tant a causa que el Canadà va començar a dirigir la seva participació en operacions militars sancionades per l'ONU a través de l'OTAN, en lloc de directament a l'ONU. El nombre de soldats canadencs en operacions sancionades per l'ONU al juliol de 2006 era de 2.859.

### Forces canadenques a Europa
Canadà va mantenir una brigada d'infanteria mecanitzada a Alemanya Occidental des dels anys 1950 (originalment la 27° Brigada Canadenca d'Infanteria, després redenominada 4 Grup de Combat i 4 Brigada Mecanitzada Canadenca) fins als anys 1990 com a part de les responsabilitats del Canadà dins de l'OTAN. Va ser una brigada mantinguda gairebé amb la seva major força i equipada amb els vehicles i sistemes armamentístics més avançats del Canadà, ja que s'anticipava que podria necessitar moure's ràpidament en cas d'una invasió en l'oest per part dels estats del Pacte de Varsòvia. La brigada va ser augmentada per soldats de milícia del Canadà i per un temps fins i tot es va permetre que cadets de l'Exèrcit Canadenc servissin en la brigada per períodes curts.
La Força Aèria Real Canadenca va establir la Divisió Aèria No. 1 al començament de la dècada de 1950 per complir amb les seves responsabilitats de defensa aèria de l'OTAN a Europa. Consistia en dotze esquadrons de caça localitzats en quatre ales, dues d'elles a França i les altres dues a Alemanya Occidental.
A finals dels anys '60, molts canadencs van començar a pensar que hi havia prioritats immediates més importants al seu país que cuidar una possible agressió comunista a Europa. No obstant això, la Invasió a Txecoslovàquia realitzada per alguns països del Pacte de Varsòvia el 1968 els va recordar de l'existència de la Guerra Freda. Així i tot, Canadà va reduir el pressupost de les forces armades per enfocar-se a assegurar la seva pròpia sobirania. El 1987, durant el govern de Brian Mulroney, es va proposar reconsiderar la força militar canadenca, però el col·lapse del poder comunista en el continent europeu li va llevar força a la proposta. Finalment, el 1992, es va ordenar la retirada de les últimes forces canadenques a Europa.

### Unificació
En 1964 el govern canadenc va decidir fusionar la Força Aèria Real Canadenca, la Marina Real Canadenca i l'Exèrcit Canadenc per formar les unificades Forces Canadenques. L'objectiu de la fusió era reduir els costos i incrementar l'eficiència. El govern deia que es requeria una reorganització i reestructuració de les forces armades per poder enfrontar satisfactòriament els reptes del futur. El Ministre de Defensa Nacional i principal artífex de la unificació, Paul Hellyer, va declarar el 4 de novembre de 1966 que "l'amalgamació...proveiria la flexibilitat per permetre a Canadà complir de la forma més efectiva els requeriments militars del futur. També establirà a Canadà com un líder inqüestionable en el camp de l'organització militar". Aquest mateix any va ser introduïda l'Acta de Reorganització de les Forces Canadenques, la qual va ser debatuda tant al Parlament com en el Departament de Defensa. La unificació a més va ser rebuda hostilment per les tres forces implicades, especialment per la Marina Real Canadenca. Malgrat tot, l'1 de febrer de 1968 l'Acta va entrar en vigor i la unificació va ser completada.

## L'era posterior a la Guerra Freda

### Guerra del Golf
La Guerra del Golf de 1991 va ser un conflicte entre l'Iraq i una coalició de 34 nacions, liderades pels Estats Units, que es va originar per la invasió de 1990 al territori de Kuwait per part de l'Iraq. El resultat va ser una decisiva victòria de les forces de coalició. Canadà va ser una de les primeres nacions a condemnar la invasió, i immediatament va accedir a unir-se a la coalició. L'agost de 1990, el Primer Ministre Brian Mulroney va enviar els destructors HMCS Terra Nova, HMCS Athabaskan i HMCS Huron per reforçar el bloqueig comercial contra l'Iraq. El buc de proveïment HMCS Protecteur va ser enviat per auxiliar a les forces de coalició que s'estaven reunint. Mentre tots els altres vaixells van tornar a Canadà en la primavera de 1992, el HMCS Huron va romandre estacionat i va ser el primer vaixell de guerra a entrar a la badia de Kuwait després de la guerra. L'ONU havia establert una data límit perquè les forces iraquians es retiressin, però aquesta va ser ignorada i llavors l'ONU va autoritzar el ple ús de la força en l'operació. En començar la campanya aèria, els avions canadencs van ser integrats amb els de la força de coalició i van proporcionar protecció aèria i van atacar blancs terrestres. La nació a més va enviar un hospital de camp per atendre als ferits en els combats terrestres. Amb l'ofensiva aèria i terrestre, es va aconseguir l'objectiu de la coalició d'alliberar Kuwait, fent-se oficial amb el cessament al foc el 3 de març de 1991. Havent acabat les hostilitats, les forces canadenques van romandre a la zona com a part de la missió de forces de pau de l'ONU a la frontera dels països involucrats.
Va ser la primera ocasió des de la Guerra de Corea que forces canadenques havien participat en operacions de combat. En total, més de 4.000 canadencs van servir en aquesta guerra. Canadà no va sofrir baixes durant el conflicte, però des de la seva culminació, molts veterans s'han queixat de sofrir de la Síndrome del Golf.

### Guerra a Afganistan

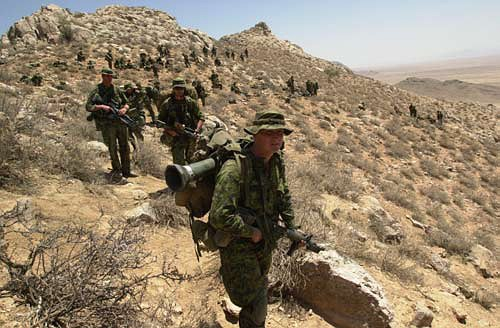
Soldats canadencs a Afganistan.

Canadà es va unir a una coalició liderada pels Estats Units en la Guerra a Afganistan de 2001. La guerra va ser una resposta als atemptats de l'11 de setembre de 2001, amb els objectius d'enderrocar al govern talibà al país asiàtic i destruir a l'organització al-Qaeda. Inicialment la invasió va aconseguir acabar amb el règim talibà, mes no es va poder capturar al capdavanter del-Qaeda, Osama bin Laden. Després de la invasió —que va començar a l'octubre de 2001— es va signar l'Acord de Bonn al desembre d'aquest any, amb el qual s'establia un govern i una constitució temporals, i es garantia la realització d'eleccions democràtiques el 2004. El nou govern afganès triat democràticament era autònom, però depenia en gran manera d'altres nacions, principalment en la seva defensa i seguretat. En aquest sentit, el Consell de Seguretat de les Nacions Unides va autoritzar la creació de la Força Internacional d'Assistència per a la Seguretat (ISAF), una força militar multinacional liderada per l'OTAN, per mantenir la seguretat a Afganistan i en la qual Canadà va prendre part.
Canadà no va tenir un paper important en la fase inicial del conflicte, durant el derrocament del règim talibà. En realitat, la seva participació militar va iniciar en 2002 quan un batalló d'Infanteria Lleugera Canadenca va ser enviat a la ciutat de Kandahar per sis mesos. La seva missió era ajudar a les altres forces en l'Operació Lliberteu Duradora, que buscava acabar amb els elements talibà i del-Qaeda restants al país. El paper de les forces canadenques ha estat centrat en tres operacions: l'Operació Athena, la major de totes, introduïda en 2003 i representant la contribució canadenca a la ISAF; l'Operació Archer, que és la contribució canadenca a l'Operació Lliberteu Duradora; i l'Operació Argus, que proveeix planeación estratègica militar per al govern de l'Afganistan.
Al febrer de 2006 es va signar el Pacte de l'Afganistan, successor de l'Acord de Bonn. En ell es van establir les iniciatives i metes al país per al període de 2006-2011, amb els objectius d'aconseguir major seguretat i desenvolupament social i econòmic. El govern canadenc va ser signatari del Pacte, comprometent-se a romandre involucrat fins a l'1 de febrer de 2011, ja sigui militarment o d'altres formes. Inicialment solament es planejava una participació de 6 mesos, però la presència canadenca a Afganistan ha anat expandint-se. El 2003, el govern canadenc va ampliar la participació fins a agost de 2004, i més tard fins a l'estiu de 2005. El 2005, per donar suport a la missió de la ISAF, es va estendre un any més i després fins a febrer de 2009. Amb el Pacte de l'Afganistan, els Estats Units i altres països de l'OTAN han pressionat a Canadà perquè mantingui a les seves forces a Afganistan després de febrer de 2009, que era quan la seva participació militar estava programada per concloure.
L'agost de 2007, les forces canadenques a Afganistan totalitzaven al voltant de 2.500 elements (segons el Departament de Defensa Nacional del Canadà), totes elles amb el consentiment del govern afganès i segons els paràmetres del Pacte de l'Afganistan. En tot el període que va de 2002 a 2007 van servir en total un aproximat de 13.500 soldats canadencs en territori afganès, dels quals van morir més de 70 integrants de les Forces Canadenques (a més d'un diplomàtic). cal destacar que durant aquest conflicte, Nichola Goddard, del 1r Regiment de la Real Artilleria Muntada Canadenca, es va convertir en la primera baixa femenina canadenca en combat, en morir el 17 de maig de 2006 durant un enfrontament amb supòsits militants talibà.

### Invasió de l'Iraq de 2003
El 2003, Canadà es va negar a participar en la Invasió de l'Iraq, ja que no comptava amb l'aprovació de l'ONU. Aquesta decisió, popular en la major part del Canadà, va sorprendre a l'administració del president nord-americà George W. Bush, qui des de llavors ha buscat comptar amb el suport canadenc. Stephen Harper va recolzar, al març de 2003, la guerra a l'Iraq, però ja sent Primer Ministre canadenc a l'octubre de 2008, ho va considerar "un error", per la qual cosa no ha enviat ajuda a aquest conflicte. No obstant això, sí que es va donar suport a la incursió a Afganistan. Canadà, malgrat tot, ha estat involucrat en el conflicte a l'Iraq a través de l'Operació ALTAIR, la contribució de les embarcacions canadenques en el Golf Pèrsic i el Mar Aràbic, realitzant operacions antiterroristes segons l'Operació Lliberteu Duradora.

## Referèncias
1. ↑  «Fatalities by Nationality and Mission» (en anglès).   Organización de las Naciones Unidas, 31-07-2008. Arxivat de l'original el 25 de febrer de 2007. [Consulta: 22 agost 2008].
2. ↑  Starkey, Armstrong (1998).
3. ↑  Morton, Desmond (2007).
4. 1 2  Almagro Basch, Martín. «Prehistoria y huellas vikingas en el N.E. de América». [Consulta: 25 agost 2008].
5. 1 2  «Los iroqueses».   Instituto Latinoamericano de la Comunicación Educativa. Arxivat de l'original el 2008-09-20. [Consulta: 27 agost 2008].
6. ↑  «Los iroqueses».   Mapahumano. Arxivat de l'original el 2007-06-23. [Consulta: 25 agost 2008].
7. ↑  Starkey p. 21.
8. ↑  Starkey p. 29.
9. ↑  «History and Culture» (en anglès).   Town of Annapolis Royal. Arxivat de l'original el 2008-09-14. [Consulta: 1r setembre 2008].
10. ↑  «Learn about History» (en anglès).   QuebecHeritage.com, 2002. [Consulta: 1r setembre 2008].[Enllaç no actiu]
11. 1 2  «Iroquois Confederacy» (en anglès). Encyclopædia Britannica. [Consulta: 28 octubre 2008].
12. ↑  Monsen, Lauren. «Jamestown, cuna de la democracia de EE.UU. celebra su 400 aniversario».   Departamento de Estado de Estados Unidos, 12-03-2007. Arxivat de l'original el 2008-09-13. [Consulta: 1r setembre 2008].
13. ↑  Chartrand, René.
14. ↑  «Québec City: History» (en anglès).   Lonely Planet. [Consulta: 1r setembre 2008].[Enllaç no actiu]
15. ↑  Granatstein, Jack (2004).
16. ↑  «Peace of Utrecht» (en anglès).   MSN Encarta. Arxivat de l'original el 2008-10-06. [Consulta: 28 octubre 2008].
17. ↑  «History of Halifax» (en anglès).   Halifax Kiosk. Arxivat de l'original el 2008-10-05. [Consulta: 1r setembre 2008].
18. 1 2 3 4 5  «Guerra de los Siete Años».   MSN Encarta. Arxivat de l'original el 2008-09-08. [Consulta: 2 setembre 2008].
19. ↑  «Fort William Henry “Massacre”» (en anglès).   Travel & History. [Consulta: 28 octubre 2008].
20. ↑  Pla. «William Pitt y la formación del Imperio Anglosajón».   El Gran Capitán, 03-06-2007. [Consulta: 2 setembre 2008].
21. ↑  Baños Ramírez, Othón. «La fuerza de las identidades el caso de Quebec, Canadá». Revista Mexicana de Estudios Canadienses.   Asociación Mexicana de Estudios sobre Canadá, 16-12-2004. Arxivat de l'original el 2008-09-28. [Consulta: 4 setembre 2008].
22. ↑  «The Unfinished Revolution» (en anglès).   National Park Service, 24-12-2003. [Consulta: 5 setembre 2008].
23. ↑  «The War of 1812» (en anglès).   Gateway New Orleans. [Consulta: 5 setembre 2008].
24. 1 2  «A British/Canadian Perspective» (en anglès).   Galafilm. Arxivat de l'original el 30 de novembre de 2015. [Consulta: 5 setembre 2008].
25. 1 2 3 4 5 6  «Course of the War» (en anglès).   InfoPlease.com. [Consulta: 7 setembre 2008].
26. 1 2 3  «Negotiations for Peace» (en anglès).   InfoPlease.com. [Consulta: 7 setembre 2008].
27. 1 2  «Chronology of Events» (en anglès).   EduNETConnect.com. Arxivat de l'original el 2008-12-31.
28. ↑  «Datos rápidos», 01-10-2001.
29. ↑  Neidhardt, Wilfried (1975).
30. ↑  Farfan, Matthew. «The Fenian Raids» (en anglès).   Townships Heritage WebMagazine, 07-09-2008. Arxivat de l'original el 2008-10-15. [Consulta: 8 setembre 2008].
31. ↑  Neidhardt, Ibid, p. 30.
32. ↑  Neidhardt, Ibid, p. 15.
33. ↑  «The Fenian Brotherhood» (en anglès).   Archives of Ontario, 14-07-2008. Arxivat de l'original el 2009-03-27. [Consulta: 8 setembre 2008].
34. ↑  Senior, Hereward (1991).
35. ↑  Hernández, Karlos E. «Qu’est-que çe le Québec?».   Zenbat gara. Arxivat de l'original el 2008-05-18. [Consulta: 8 setembre 2008].
36. 1 2  Bumsted, J. M. «Red River Rebellion» (en anglès). The Canadian Encyclopedia.   Historica Foundation of Canada. Arxivat de l'original el 2011-11-05. [Consulta: 8 setembre 2008].
37. ↑  Black, Lauren. «Battle of Steele Narrows» (en anglès). The Encyclopedia of Saskatchewan.   Universidad de Regina. Arxivat de l'original el 2008-03-25. [Consulta: 8 setembre 2008].
38. ↑  «Steele Narrows / A Saskatchewan Historic Site» (en anglès).   Saskatchewan Council for Archives and Archivists. [Consulta: 8 setembre 2008].
39. ↑  Harris, Stephen J. "Nile Voyageurs".
40. 1 2 3  Fendick, R. F. «Introduction to Boer War 1899 - 1902» (en anglès).   New Brunswick Community College, 19-01-2008. Arxivat de l'original el 2006-11-12. [Consulta: 9 setembre 2008].
41. 1 2  «Canada marks Boer War anniversary» (en anglès).   CBC News, 10-11-2000. Arxivat de l'original el 6 de març de 2013. [Consulta: 9 setembre 2008].
42. 1 2  MacGillivray, David. «Canada's first war a fading memory» (en anglès).   Universidad Carleton, 26-03-1999. Arxivat de l'original el 2008-09-29. [Consulta: 9 setembre 2008].
43. ↑  Miller, Carman (1993).
44. 1 2 3  «The Royal Canadian Navy» (en anglès).   Canadian War Museum, 08-04-2008. [Consulta: 10 setembre 2008].[Enllaç no actiu]
45. ↑  Douglas, W. A. B. «Navy» (en anglès). The Canadian Encyclopedia, 01-08-2008. [Consulta: 10 setembre 2008].[Enllaç no actiu]
46. 1 2 3 4 5  «Canadian Army» (en anglès).   CanadianSoldiers.com, 08-08-2008. [Consulta: 12 setembre 2008].
47. ↑  Crawford, Tiffany. «Combat engineer the riskiest job in military, say experts» (en anglès).   Canwest News, 22-08-2008. [Consulta: 12 setembre 2008].
48. ↑  «Chapter 2 - The Birth of the Canadian Signalling Corps» (en anglès).   National Defense and the Canadian Forces, 13-12-2005. Arxivat de l'original el 2009-08-27. [Consulta: 12 setembre 2008].
49. ↑  «Organizational Corps» (en anglès).   CanadianSoldiers.com, 08-10-2008. [Consulta: 12 setembre 2008].
50. ↑  Goddard, Gordon. «Royal Canadian Army Service Corps» (en anglès).   The Encyclopedia of Saskatchewan. Arxivat de l'original el 2007-10-11. [Consulta: 12 setembre 2008].
51. ↑  Love, David W (1999).
52. 1 2  «A.E.A. Silver Dart» (en anglès).   Canada Aviation Museum. Arxivat de l'original el 2014-02-13. [Consulta: 13 setembre 2008].
53. 1 2 3 4 5 6  Nicks, Don. «A History of the Air Services in Canada» (en anglès).   Canadian Military Aircraft, 20-08-2008. Arxivat de l'original el 2014-09-26. [Consulta: 13 setembre 2008].
54. 1 2 3 4  «Canadian Aviation Corps» (en anglès).   RCAF.com. [Consulta: 12 setembre 2008].
55. ↑  Ocaña, Juan Carlos. «La evolución de las alianzas 1914-1918».   Historiasiglo20.org, 2003. [Consulta: 17 setembre 2008].
56. ↑  «The War at Sea» (en anglès).   MilitaryBadges.info. Arxivat de l'original el 2008-05-16. [Consulta: 17 setembre 2008].
57. 1 2 3 4 5  «The Conscription Crisis» (en anglès).   CBC, 2001. [Consulta: 17 setembre 2008].
58. ↑  Cook, Tim. «The Battle of Vimy Ridge, 9-12 April 1917» (en anglès).   Canadian War Museum, 02-04-2004. Arxivat de l'original el 30 de novembre de 2015. [Consulta: 17 setembre 2008].
59. 1 2 3 4 5 6 7 8 9 10 11 12  «Breve reseña histórica de la época».   Exordio, 17-09-2008. [Consulta: 18 setembre 2008].
60. ↑  «Canadian First World War Memorials in Europe» (en anglès).   About.com: European History, 16-09-1998. [Consulta: 17 setembre 2008].[Enllaç no actiu]
61. ↑  Bercuson, David J (1995).
62. 1 2 3 4 5 6 7  «NATO: "A Pledge for Peace and Progress"» (en anglès).   Canadian War Museum, 27-09-2001. Arxivat de l'original el 30 de novembre de 2015. [Consulta: 26 setembre 2008].
63. 1 2  Guay, Dominique. «NORAD: A Good Thing for Canada - Should Canada Increase its Support?» (en anglès).   Federation of American Scientists, 1998. Arxivat de l'original el 2009-10-15. [Consulta: 19 setembre 2008].
64. ↑  Carney, Charles. «Introduction to the DEWline» (en anglès).   Dewline.org, 2002. Arxivat de l'original el 2009-01-01. [Consulta: 19 setembre 2008].
65. ↑  «Glossary — Unification» (en anglès).   Canadian Military History Gateway, 21-06-2004. Arxivat de l'original el 2005-04-24. [Consulta: 19 setembre 2008].
66. ↑  Milberry, 1984. p. 259.
67. 1 2  «The Korean War And The Battle Of Kapyong» (en anglès).   National Defence and the Canadian Forces, 19-06-2000. Arxivat de l'original el 2003-11-19. [Consulta: 24 setembre 2008].
68. ↑  Bercuson, David J (1999).
69. 1 2  «Canada and Peacekeeping» (en anglès).   Veterans Affairs Canada, 21-10-1999. Arxivat de l'original el 2005-12-31. [Consulta: 24 setembre 2008].
70. ↑  «About Lester B. Pearson» (en anglès).   Pearson Peacekeeping Centre. Arxivat de l'original el 2008-07-23. [Consulta: 24 setembre 2008].
71. ↑  Morton p. 258.
72. ↑  «UNPROFOR».   Ejército Argentino. Arxivat de l'original el 2008-06-21. [Consulta: 3 octubre 2008].
73. ↑  Windsor, Lee A. «Professionalism Under Fire: Canadian Implementation of the Medak Pocket Agreement, Croatia 1993» (en anglès).   Conference of Defence Associations. Arxivat de l'original el 2007-07-26. [Consulta: 22 agost 2008].
74. ↑  «Ranking of Military and Police Contributions to UN Operations» (en anglès).   Organización de las Naciones Unidas, 31-07-2006. Arxivat de l'original el 23 d'agost de 2006. [Consulta: 22 agost 2008].
75. ↑  «Operations» (en anglès).   Canadian Forces, 23-07-2008. Arxivat de l'original el 2003-10-19. [Consulta: 22 agost 2008].
76. ↑  Milberry, 1984. p. 366.
77. 1 2 3 4  Lund, Wilf. «Integration and Unification of the Canadian Forces» (en anglès).   CFB Esquimalt Naval & Military Museum. Arxivat de l'original el 2008-10-15. [Consulta: 26 setembre 2008].
78. ↑  Milberry, 1984. p. 367.
79. 1 2 3 4 5 6  «Canadian Forces and the Persian Gulf War» (en anglès).   Veterans Affairs Canada, 04-07-2006. Arxivat de l'original el 2007-11-14. [Consulta: 29 setembre 2008].
80. ↑  «Panel Concludes Chemicals Caused Gulf War Illnesses» (en anglès).   Environmental Health Association of Nova Scotia, 2005. [Consulta: 29 setembre 2008].
81. 1 2 3 4 5 6 7 8 9 10 11 12 13  Makarenko, Jay. «Canada in Afghanistan: Military & Development Roles» (en anglès).   Mapleleafweb.com, 29-11-2007. Arxivat de l'original el 2008-04-20. [Consulta: 1r octubre 2008].
82. ↑  «Canada woman dies in Afghan raid» (en anglès).   BBC News, 17-05-2006. [Consulta: 23 agost 2008].
83. 1 2  Jones, Keith. «Canada balks at joining US war on Iraq» (en anglès).   World Socialist Web Site, 20-03-2003. [Consulta: 10 octubre 2008].
84. 1 2 3  «Iraq war 'absolutely an error': Canada PM» (en anglès).   WAToday, 03-10-2008. [Consulta: 10 octubre 2008].
85. ↑  Klein, Rick. «Bush defends invasion of Iraq, seeks Canada's support» (en anglès).   Bnet, 02-12-2004. [Consulta: 10 octubre 2008].
86. ↑  «Operation ALTAIR» (en anglès).   National Defence and the Canadian Forces, 02-09-2008. Arxivat de l'original el 2008-06-02. [Consulta: 10 octubre 2008].